# Kataphrakt

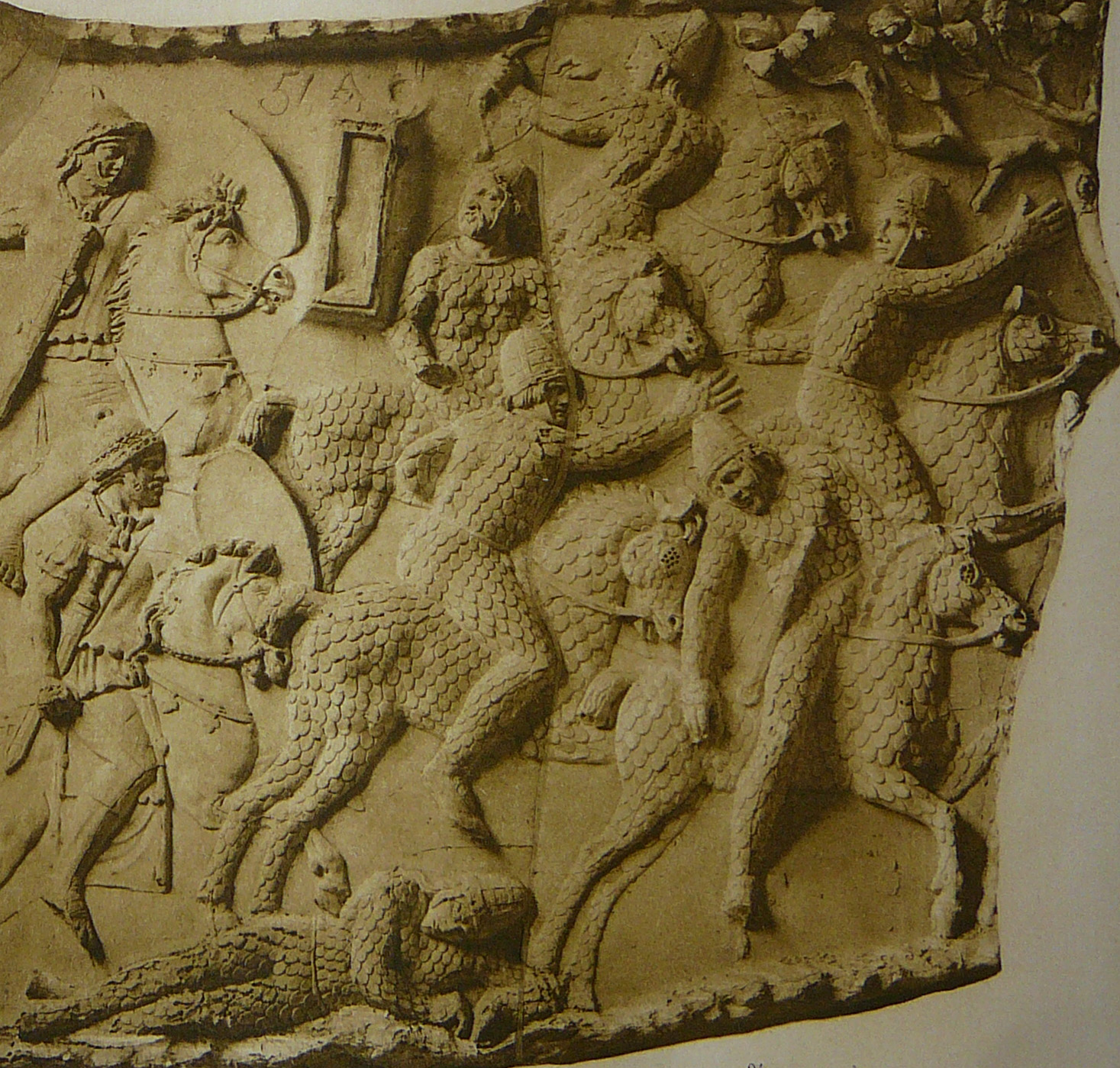
Relief auf der Trajanssäule, Rom: Sarmatische Kataphrakten fliehen vor anstürmender römischer Kavallerie

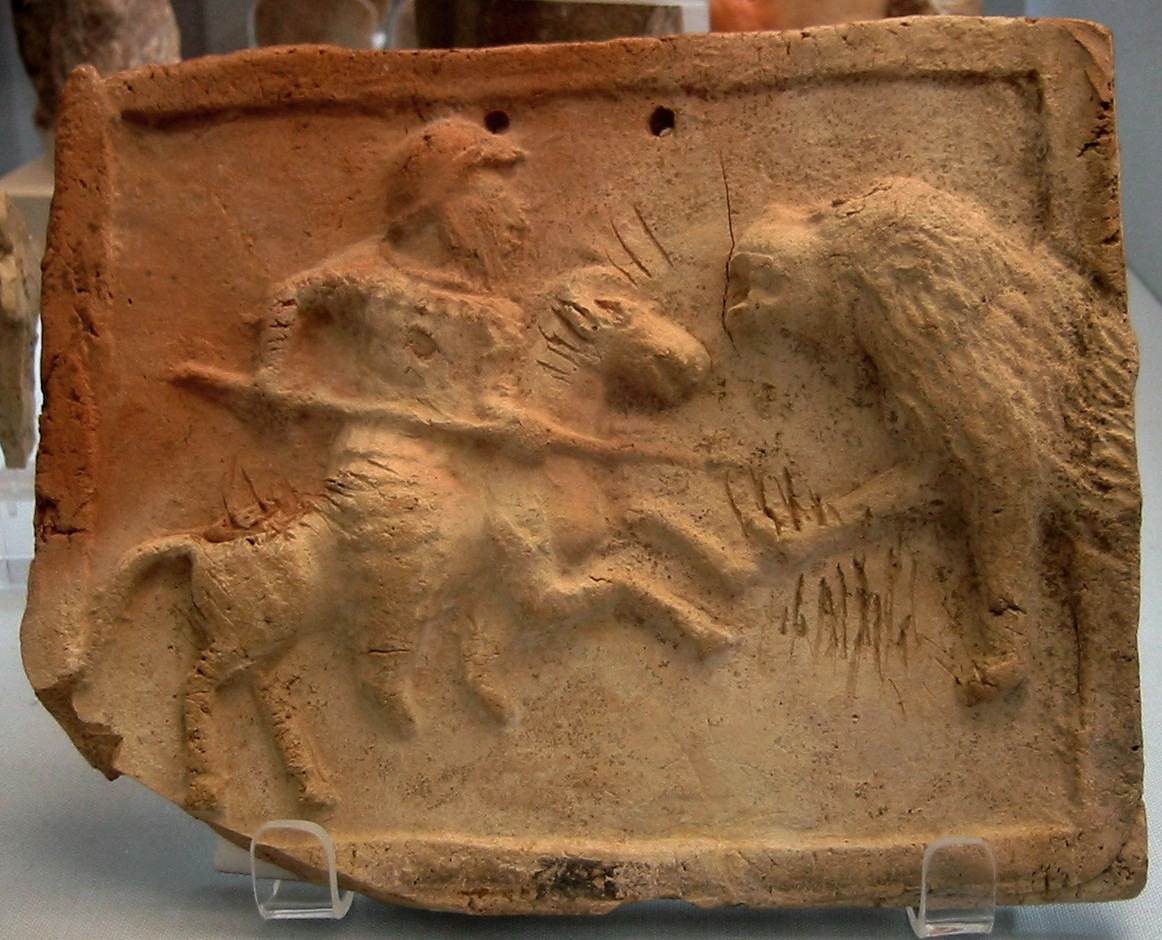
Relief eines parthischen Kataphrakten, der einen Löwen erlegt (British Museum)

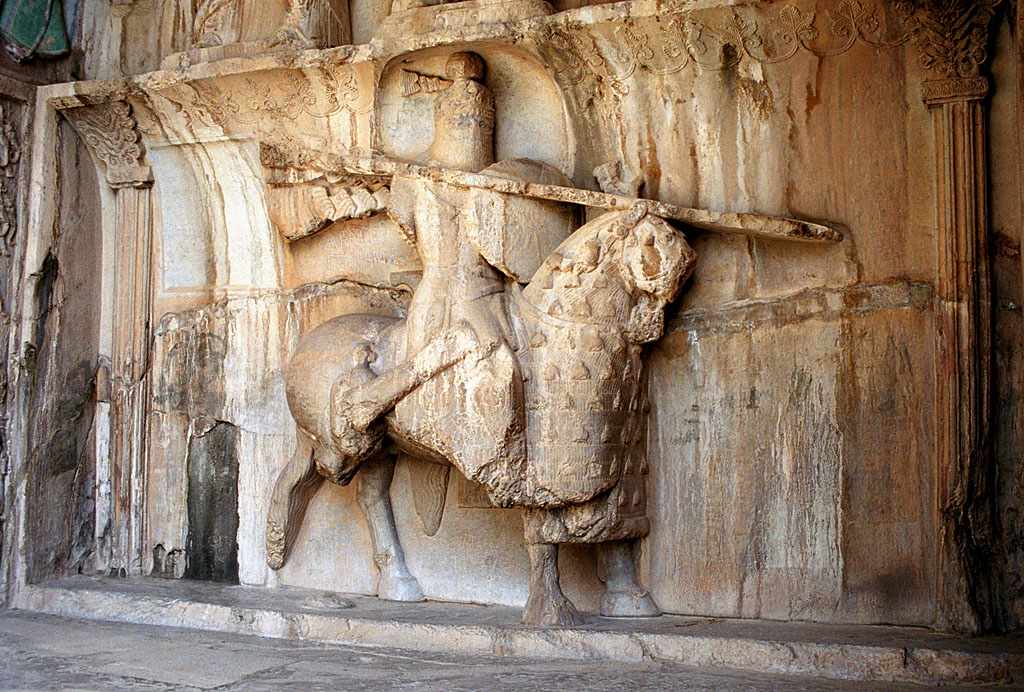
Relief eines sassanidischen Kataphrakten (6. Jh. n. Chr.) in Taq-e Bostan

Kataphrakt (altgriechisch Κατάφρακτος Kataphraktos, deutsch ‚Gepanzerter‘ oder ‚in Eisen Gekleideter‘) bezeichnet einen schwer gepanzerten Reiter der antiken und frühmittelalterlichen Kavallerie, der hauptsächlich in iranischen, spätrömischen und byzantinischen Armeen eingesetzt wurde.
Schon seit dem 1. Jahrhundert v. Chr. setzten römische Feldherren – neben den Legionen – auch orientalische schwere Panzerreiter in der Schlacht ein. Diese Reiter stammten ursprünglich aus den nördlichen Steppengebieten und setzten damit eine alte skythische Tradition der Verwendung schwerer Rüstungen bzw. langer Stoßlanzen fort. Sie rekrutierten sich meist aus den Adelskreisen der zentralasiatischen Steppenvölker, wie z. B. den Massageten und Skythen, kämpften in kompakter Formation, um eine maximale Schockwirkung auf die feindlichen Linien zu erzielen und ergänzten die konventionelle römische leichte Kavallerie. Solche Panzerreiter stammten aber nicht nur aus den nördlichen Steppen, sondern kamen auch aus den persischen Grenzregionen. Sie vereinigten im Kampf die Beweglichkeit und Masse des Pferdes mit der Robustheit und soliden Kampfkraft einer mit Langspeeren bewaffneten Phalanx.
Panzerreitereinheiten wurden vor allem während der Kriege im Osten im 3. Jahrhundert immer wichtiger, sowohl um der kampfstarken Kavallerie der Parther und Sassaniden standzuhalten, als auch um eine strategische Reserve zu bilden. Sie wurden im Laufe seines Bestehens fast überall im Machtbereich Roms stationiert, sogar im entlegenen Britannien. Obwohl Ausrüstung und Unterhalt zu allen Zeiten sehr kostspielig waren, waren sie viele Jahrhunderte ein fixer Bestandteil antiker und frühmittelalterlicher Armeen. Der Kataphrakt gilt in militärischer, taktischer, logistischer und – in einem gewissen Grade – auch in sozialer Hinsicht als Vorläufer des mittelalterlichen Panzerreiters.

## Entwicklung
Antike schriftliche Quellen weisen darauf hin, dass Panzerreiter von der hellenistischen Zeit bis zur Spätantike zum Einsatz kamen. Die römische Armee bildete hier keine Ausnahme; auch sie stellte solche Einheiten auf, aber diese waren ursprünglich hauptsächlich in den Armeen der östlichen Militärbezirke vertreten. Die Römer hatten eine lange Tradition darin, ausländische Kämpfer anzuwerben, von deren militärischen Praktiken zu lernen und dann ihre Organisation, Ausrüstung und Taktik zu modifizieren und, falls notwendig, zu verbessern. Dies war ein wichtiger Faktor für ihre lang anhaltenden militärischen Erfolge. Bei ihren Bemühungen, eine effektive Kavallerie zu entwickeln, führten die Römer auch eine Vielzahl von speziell bewaffneten Einheiten ein. Darunter fiel auch die Aufstellung einer schwer gepanzerten Schlachtkavallerie. Während sich die Römische Republik noch hauptsächlich auf ihre gut gedrillte Legionsinfanterie verlassen hatte, begann man in der Zeit des frühen Imperiums mit leicht gepanzerter Kavallerie und deren Taktik zu experimentieren. Diese war der persisch/sassanidischen, mit der sie zunehmend konfrontiert war, sehr ähnlich. Deren Einsatz nahm im 3. Jahrhundert n. Chr. deutlich zu, insbesondere in den Kriegen gegen das sassanidische Perserreich, aber auch bei Feldzügen gegen die Germanen im Westen, obwohl sie nie sehr zahlreich auf den dortigen Kriegsschauplätzen vertreten war. Bislang konnte man neun derartige Einheiten identifizieren, die zwischen dem 2. und 3. Jahrhundert n. Chr. im Westen zum Einsatz kamen. Aber erst im späten Imperium bildeten Kataphrakten und Clibanarier das Rückgrat der römischen Armee und stellten ab da mindestens die Hälfte der römischen Reiterkontingente.

### Parther und Sarmaten
Kataphrakten werden in antiken Quellen erstmals in Zusammenhang mit den Sarmaten und Parthern genannt. Ihr Name leitet sich von der griechischen Bezeichnung für Körperpanzer und wird erstmals auf einem Papyrus aus Ägypten erwähnt, der aus dem dritten vorchristlichen Jahrhundert stammt. Die Parther setzten Panzerreiter spätestens seit dem 1. Jahrhundert v. Chr. ein. Mit deren schwerer Kavallerie bekamen es die Römer in den Partherkriegen des 2. und 3. Jahrhunderts n. Chr. zu tun. Ihre erste große – und für sie verheerende – Konfrontation mit östlichen Panzerreitern erfolgte in der Schlacht bei Carrhae 53 v. Chr. Neben den leichten berittenen Bogenschützen trugen dort vor allem die schweren Panzerreiter entscheidend zur vernichtenden Niederlage der römischen Truppen bei. Auch die Sarmaten an der östlichen Donau, die Palmyrener im Mittleren Osten und die sassanidischen Perser in Kleinasien (die Nachfolger der Parther) setzten diese Art von schwerer Reiterei ein. Eine Beschreibung sarmatischer Panzerreiter, ihrer sozialen Stellung, ihrer Ausrüstung und ihrer – begrenzten – Tauglichkeit bei Einsätzen liefert uns Tacitus in seiner Historia, die von einem Kampf zwischen dem 69 n. Chr. in Moesien eingefallenen sarmatischen Stamm der Roxolanen und den Römern berichtet, der den Verteidigern eine herbe Niederlage eingetragen hatte. Unerwartet einsetzendes Tauwetter hatte die Römer jedoch noch gerettet, da die Pferde der sarmatischen Panzerreiter im Morast nur schwer vorwärtskamen und schließlich unter dem Gewicht ihrer Panzerung zusammenbrachen.

## Kataphrakten in der römischen Armee

### 2. bis 1. vorchristliches Jahrhundert
Die Konflikte zwischen Römern, Parthern und Sarmaten an den Ostgrenzen waren die Hauptursache, dass zunächst kleine Einheiten (Numeri) schwerer gepanzerter Kavallerie – vorübergehend – in der römischen Armee eingesetzt wurden. Die ersten nachweisbaren Kämpfe zwischen Römern und gegnerischen Kataphrakten fanden in den Schlachten von Magnesia (190 v. Chr. gegen die Seleukiden), Tigranocerta (69 v. Chr. gegen die Armenier) und im Zuge der katastrophalen Niederlage bei Carrhae statt. Die mehr oder weniger ständige Bedrohung durch die Parther im 1. und 2. Jahrhundert n. Chr. und ihrer Nachfolger, der Sassaniden im 3. Jahrhundert, zwangen die Römer, entweder selbst solche Spezialtruppen aufzustellen oder sie von anderen Stämmen anzuwerben. Auch aus der geschlagenen Armee des Marcus Antonius heuerten die Generäle des Augustus (27 v. Chr. bis 14 n. Chr.) im 1. Jahrhundert v. Chr. orientalische schwere gepanzerte Kavalleristen – sogenannte Kataphracti und Clibanarii – an, die ab da – gemeinsam mit den etablierten Legionen – für Rom in den Krieg zogen.

### 1. bis 2. Jahrhundert n. Chr.
Unter den Numeri, die für die römische Armee verpflichtet wurden, wurde ab dem späten 1. und frühen 2. Jahrhundert ein besonderer Schwerpunkt auf den Einsatz von Kavallerieeinheiten gelegt, Contarii genannt. Flavius Josephus erwähnt im Jahre 69 n. Chr. ihre langen Stoßlanzen als eine der Standardwaffen der römischen Reiterei. Ob Kaiser Vespasian (69–79) schon reguläre Lanzenreitereinheiten aufstellte, kann nicht mehr festgestellt werden, aber die gleichzeitige Einführung berittener Bogenschützen während seiner Regierungszeit legt nahe, dass die Römer damals anfingen, sich für neue Waffen und Taktiken der Kavallerie zu interessieren – ein Prozess, der vor allem während der Regierungszeit von Trajan (98–117) und Hadrian (117–138) deutlich an Fahrt aufnahm. Ab dieser Zeit wurden reguläre, schwere Kavalleristen, manchmal vollständig gepanzert (gelegentlich auch schon ihre Pferde) in die Armee eingereiht, insbesondere in den Einheiten der Symmachoi (Verbündete, altgriechisch σύμμαχος) oder in die in den östlichen Provinzen rekrutierten Numeri. Diese schwere Kavallerie, mit überlegenen Rüstungen und Waffen ausgerüstet und in neuartigen Taktiken geschult, fügte der römischen Armee ihrem großen Arsenal an Spezialtruppen ein weiteres Element hinzu.
Im Jahr 45 n. Chr. wurde das Klientelreich Thrakien in eine römische Provinz umgewandelt. Die Oberschicht des Landes stellte Rom Reiterkontingente für seine Hilfstruppen zur Verfügung, von denen einige als schwer gepanzerte Lanzenreiter eingesetzt wurden. Der thrakisch-sarmatische Adel, der zu dieser Zeit bereits stark hellenisiert war, bildete den Kern dieser Contarii cataphractarii, wie die bemerkenswerten Grabfunde aus Chatalka in Bulgarien zeigen. Dort wurde ein römisch-thrakischer Elitekavallerist mit seiner gesamten Ausrüstung bestattet, darunter vielleicht auch sein Pferd. Dies geschah wahrscheinlich zwischen dem letzten Viertel des 1. und der ersten Hälfte des 2. Jahrhunderts n. Chr. Der Chatalka Grabhügel und andere diesbezügliche archäologische Funde lassen vermuten, dass Kataphrakten schon ab etwa 75 n. Chr. in der römischen Armee gedient haben könnten.
Römische Contarii werden auch von Lucius Flavius Arrianus erwähnt. Sie führten im Kampf eine besonders schwere Lanze (Contos) sarmatischer Herkunft und wurden wahrscheinlich aufgeboten, um die schwere Kavallerie der sarmatischen Roxolanen und Iazygen während der Dakerkriege an der Wende vom 1. zum 2. Jhdt. n. Chr. abzuwehren. Diese Reiter – und wohl auch einige ihrer Pferde – schützten sich mit Schuppen-, Lamellen- oder Kettenpanzern.
Die ersten „römischen“ Kataphrakteneinheiten wurden, nach Konflikten mit sarmatischen Stämmen an der pannonisch-dakischen Grenze zur Sarmatia, vielleicht schon während der Regierungszeit Kaiser Trajans, aufgestellt. Die früheste – inschriftlich – belegte Einheit der römischen Armee ist eine Ala Gallorum et Pannoniorum catafractata, die in Gallien und Pannonien rekrutiert wurde.

### 3. Jahrhundert n. Chr.

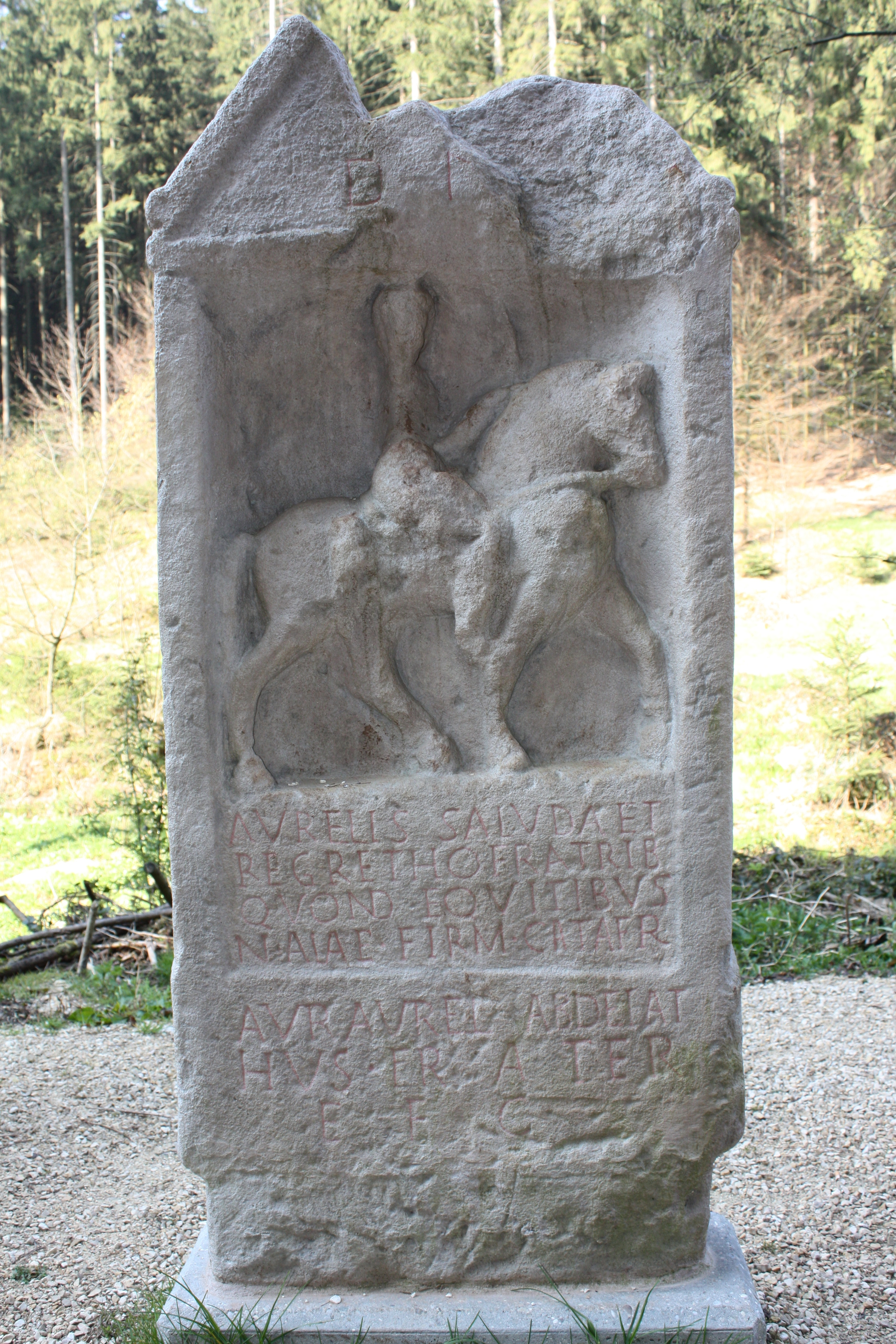
Der Grabstein für Regrethus und Saluda, Reiter in der Ala Nova Firma miliaria catrafractaria

Da die Reihe der Inschriften über Kataphrakten erst mit der Herrschaft des Septimius Severus (193–211) einsetzt und Severus Alexander (222–235) im Zusammenhang mit gepanzerten Reitern erwähnt wird, dürfte mit ihrer planmäßigen Aufstellung auch in severischer Zeit begonnen worden sein. Während der Regierungszeit von Septimius Severus entstehen auch eine Reihe von neuen Denkmälern und Inschriften in Bezug auf die Kataphrakten, die unter seinen Nachfolgern vermehrt für die römische Armee rekrutiert werden. Die Verwendung von Maskenhelmen an der Rheingrenze – insbesondere für Xanten (Vetera) – ist von der Archäologie gut belegt und wurde mit der Anwesenheit schwerer Kavalleristen in Verbindung gebracht. Severus Alexander sammelte Truppen für eine Vergeltungskampagne gegen die Alamannen, darunter eine große Anzahl Kämpfer aus dem Osten. Um seine Kavallerie im Krieg gegen die Sassanidenherrscher, die Anfang 227 im Perserreich die Macht an sich gerissen hatten, rasch aufzurüsten, verwendete er hierfür auch erbeutete Ausrüstung. Der Kaiser führte die neu angeworbenen Parther und Mesopotamier an die Rheingrenze. Dort angekommen, wurden er und seine Mutter jedoch bald danach von ihren eigenen Soldaten im Feldlager ermordet, noch bevor die Offensive ins Barbaricum gestartet werden konnte. Sein Nachfolger, Maximinus Thrax (235–238), führte diese zwar erfolgreich zum Abschluss, seine Armee erlitt dabei aber schwere Verluste.
Während der Herrschaft des Maximinus taucht erstmals eine Ala Nova Firma miliaria catrafractaria in den Quellen auf. Sie wurde um 234 in den östlichen Provinzen Mesopotamia und Osrhoene rekrutiert, anschließend ebenfalls nach Westen in Marsch gesetzt, wo sie in den Folgejahren an Kampagnen gegen Alamannen und Germanen teilnahm. Laut Herodian fiel Maximinus’ Armee mit mehreren Kataphraktenverbänden in Italien ein. Diese sollen auch osrhoenische Bogenschützen und maurische Speerschützen in ihren Reihen gehabt haben. Die Ala blieb zumindest noch bis in die Regierungszeit des Philipus-Arabs (244–249) bestehen – unter dem ihr auch der Ehrentitel „Philippiana“ verliehen wurde – und operierte danach in Germania Superior, Pannonia Inferior, einigen östlichen Provinzen und in Arabien.
Zunehmend wurden Kataphrakten aus dem Osten neben der herkömmlichen leichten Kavallerie in der römischen Armee eingesetzt, was sich auch durch zahlreiche schriftliche und archäologische Beweise bestätigt hat. So avancierte die Kavallerie allmählich zur dominanten Waffengattung der römischen Armee. Um 260 durchbrachen im Westen die Alamannen auf breiter Front erneut den römischen Limes, was Kaiser Gallienus (260–268) zwang, umfassende Armeereformen einzuleiten. Ziel war, eine von den Legionen unabhängige, hochmobile Streitmacht zu schaffen, um damit den viel flexibleren Kampftaktiken der Eindringlinge wirksamer entgegentreten zu können. Im Zuge dessen wurden alle Legionsreiter aus ihren bisherigen Stammeinheiten herausgelöst, bei Mailand (Mediolanum) zusammengezogen und in die neue Eingreiftruppe eingereiht. Ab diesem Zeitpunkt spielten auch die Panzerreiter eine zunehmend wichtigere Rolle. Diese Einheiten waren auch als Ippika Tagmata (Reiterschwadron) bekannt, ihre Anzahl wurde unter Kaiser Aurelian (270–275) noch weiter erhöht.
Roms Stärke bei schweren Kavallerieeinheiten nahm während des 3. Jahrhunderts beständig weiter zu. Von den angriffslustigen Sassaniden, die wiederholt den syrischen Limes bedrohten, wurden auch vollständig gepanzerte Reiter, bei den Römern als „Clibanarii“ bekannt, eingesetzt. Der erfolgreiche Einsatz schwerer Kavallerie gegen die Germanenstämme veranlasste die Römer, neue Einheiten nicht nur für ihre Kriege gegen die Sassaniden und abtrünnigen Palmyrener zu rekrutieren, sondern diese auch in Gallien gegen Franken und Alamannen in Marsch zu setzen. Die frühere Bedeutung der Linieninfanterie schwand nun zugunsten der gepanzerten Kavallerie, die man wesentlich rascher an die Brennpunkte der Grenze heranführen und auch wirksam gegen feindliche Reiter einsetzten konnte.

### 4. bis 5. Jahrhundert n. Chr.
Die Inschriften zeigen, dass zu diesem Zeitpunkt solche Einheiten von Kataphrakten sowohl in westlichen als auch in östlichen Provinzen eingesetzt wurden, was den orientalischen Anteil der Reiter in der gepanzerten schweren Kavallerie verringerte. Einige dienten an den stark bedrohten Grenzen, wie die der Provinzen Germania Superior und Moesia Inferior, während andere offensichtlich auch im Binnenland, z. B. in Macedonia und Gallia Cisalpina, stationiert waren. Solche Regionen wurden aufgrund der endemischen germanischen Invasionen im 3. Jahrhundert ebenfalls als gefährdet angesehen, da vor allem Gallien, Italien, der östliche Balkan und Griechenland davon betroffen waren. Diese Teilstreitkraft wurde im späten Imperium noch weiter aufgestockt, viele Rekruten wurden auch in die neuen, schon seit dem 3. Jahrhundert bestehenden Einheiten eingereiht. Östliche und westliche Quellen liefern Hinweise auf ihre Einsätze in dieser Zeit. Wichtige Details hierzu finden sich auch in der Geschichtschronik des Ammianus Marcellinus. Constantius II. (337–340) scheint demnach die schwere Kavallerie neu organisiert und weiter vergrößert zu haben. Libanios lobt ihn in einer seiner Reden dafür, dass er selbst die Sassanidenkönige bei der Bereitstellung von Pferdepanzerungen und Rüstungen zum Schutz seiner Kavalleristen übertroffen habe.

## Panzerreitereinheiten im Ost- und Westreich
In der römischen Armee war die Anzahl der Kataphrakten- und Clibanariereinheiten nie besonders hoch. Ähnlich wie bei den berittenen Bogenschützen ist auch bei den schweren Panzerreitern anzunehmen, dass es mehrere kleinere Kompanien gab, die den regulären Kavallerieeinheiten für Spezialaufgaben zugeteilt wurden und sich deswegen nicht im Namen ihrer Verbände niederschlugen. Bei weitem nicht alle Kataphrakten und Clibanarier kamen bekanntlich aus dem Osten. Die Namen ihrer auf Grabsteinen gefundenen Angehörigen lassen auch auf umfangreiche Rekrutierungen im Westteil des Reiches schließen.

### 1. Jahrhundert n. Chr.
Orientalische Reiterkrieger, die im Jüdischen Krieg von 69 bei Jotapa in den Reihen der römischen Streitkräfte kämpften, werden von Flavius Josephus wie folgt beschrieben:

„…sie waren an jeder ihrer Seiten mit Rüstung bedeckt und hielten Kontoi in ihren Händen…“

Dies wurde archäologisch durch den Fund mehrerer großer Eisenschuppen aus Gamala auf den Golanhöhen belegt. Diese schweren Kavalleristen scheinen noch den Traditionen parthischer oder osteuropäischer Steppenbewohner verbunden gewesen zu sein und wurden ziemlich sicher ausschließlich von den mit Rom verbündeten Herrschern gestellt, wie z. B. die der Stadt Hatra. Krieger aus dem Osten (insbesondere Bosporaner von der Nordküste des Schwarzen Meeres) wurden häufig als schwere Reiter eingesetzt, der Chronist Prokopius bezeichnet sie als „…in Eisen gepanzerte…“ („Ferrus cataphractus“). Ein gutes Beispiel hiefür ist auch der Grabstein des Typhon aus Panticapea (heute Halbinsel Kertsch im NO der Krim).

### 2. Jahrhundert n. Chr.
Neben Kämpfern aus den Osten wurden Kataphrakten im 2. Jahrhundert häufig auch von den nördlichen Sarmatenstämmen (Roxolanen und Iazygen) angeworben, sie sind auch auf der Trajanssäule in Rom zu sehen. Gesichert sind sie aber erst seit der Regierungszeit des Hadrian (117–138). Laut dem Chronisten Arrian war er der erste Imperator, der Kataphrakten als reguläre Soldaten anwerben ließ. Eine Inschrift nennt die Ala I Gallorum et Pannoniorum catafracta, die in der Provinz Moesia gegen sarmatische Eindringlinge eingesetzt wurde. Man nimmt an, dass diese Ala aus der Prima Claudia Gallorum und der Prima Pannoniorum gebildet wurde. Diese beiden Einheiten sind für die Jahre 99 und 105 in Moesia nachgewiesen, danach verlieren sich ihre Spuren.
Die Tatsache, dass ihre Soldaten in Gallien und Pannonien ausgehoben wurden, zeigt einmal mehr, dass solche Panzerreiter nicht mehr ausschließlich von Orientalen gestellt wurden. Nach dem Jahr 125 wurden Militärdiplome ausgestellt, auf denen diese Einheit ebenfalls erwähnt wird. Unter Hadrian wurde sie zwischen 120 und 130 von M. Maenius Agrippa befehligt und anschließend von einem Offizier namens Vettius (oder Tettius), der in einem Militärdiplom vom 28. Februar 138 zusammen mit einem Soldaten namens Valerius erwähnt wird. Von da an kommen Nennungen dieser Einheit in solchen Diplomen öfter vor. Es scheint, dass ihre Soldaten sich fast ständig auf Feldzügen befanden und – wenn überhaupt – nur wenige römische Bürger in ihren Reihen dienten. Erst in der Zeit des Antoninus Pius (138–161) werden ihre Angehörigen auch als Bürger (Civitas) angesprochen. Das römische Bürgerrecht wurde für gewöhnlich reichsfremden Soldaten (Peregrinus) erst nach ihrer ehrenhaften Entlassung (honesta missio) aus dem aktiven Dienst gewährt.
Eine oder – möglicherweise – zwei Einheiten gepanzerter Kavallerie sind für Britannien bekannt. Eine sarmatische Formation stand in Ribchester als Teil einer Streitmacht von etwa 5.500 Mann, die 175, im Zuge der Niederlage ihres Stammes im Markomannenkrieg, nach Britannien in Marsch gesetzt worden war. Aber nicht alle von ihnen gehörten der kämpfenden Truppe an, eine beträchtliche Anzahl zählte wohl zum Tross. Keine anderen dieser Einheiten sind sonst für Britannien definitiv belegt. Die Einheit in Ribchester wird auf Inschriften sowohl als Numerus als auch als Ala bezeichnet und ist wahrscheinlich dieselbe, die in der Notitia Dignitatum, an der Wende zum 4. auf das 5. Jahrhundert, als Cuneus wieder auftaucht. Ein Grabstein, der 1890 in Chester (Deva) gefunden wurde, könnte ein vager Hinweis auf die Anwesenheit einer zweiten derartigen Einheit sein. Das Relief zeigt einen Kavalleristen in Schuppenrüstung auf einem (vielleicht) teilweise gepanzerten Pferd, aber leider ist die darauf befindliche Inschrift im Laufe der Zeit fast vollständig zerstört worden.

### 3. bis 5. Jahrhundert
Viele sarmatische Söldner wurden unter anderem in Gallien oder Britannien angesiedelt, die von ihnen gestellten Einheiten der Cataphractarii tragen deshalb gallische oder keltisch klingende Einheitsbezeichnungen:
- Biturigenses,
- Ambianenses und
- Albigenses.

Mehrere Inschriften bestätigen die Existenz folgender Einheiten, die während des späten 3. und dem 4. Jahrhundert aufgestellt wurden:
- Equites catafractarii Pictavenses:[21] Sie wurde in Dacia aufgestellt und in Macedonia eingesetzt.
- Equites catafractarii Ambianenses:[22] Sie kam in der Gallia Belgica zum Einsatz, sowie einige
- Numeri Catafractorium:[23] Sie kämpften in Gallia Cisalpina, Gallia Lugdunensis und der Germania Superior.

Die Notitia Dignitatum – die vermutlich in den 380er Jahren für den Osten und in den 420er Jahren für den Westen des Reiches zusammengestellt wurde, spiegelt die Anzahl und Organisation der Armeeeinheiten nach den Militärreformen unter Diokletian (285-305) und Konstantin I. (306–337) wider. Dieses Dokument ist aber offensichtlich unvollständig überliefert und stellenweise auch schwierig zu interpretieren. Dennoch beweisen ihre spärlichen Informationen die anhaltende Bedeutung der schweren Kavallerie, insbesondere in der östlichen Armee.

### Palastgarde
Zu den Scholae Palatinae des Ostens zählten folgende Einheiten:
- Schola scutariorum prima
- Schola scutariorum secunda
- Schola gentilium seniorum
- Schola scutariorum sagittariorum
- Schola scutariorum clibaniorum
- Schola armaturarum iuniorum
- Schola gentilium iuniorum.

Zu den Scholae Palatinae des Westens zählten folgende Einheiten:
- Schola scutariorum prima
- Schola scutariorum secunda
- Schola armaturarum seniorum
- Schola gentilium seniorum
- Schola scutariorum tertia

Alle standen unter dem Kommando der beiden Magistrii Officiorum mit Sitz in den Hauptstädten Constantinopolis und Ravennae und zählten zur schweren Kavallerie, obwohl einige Forscher der Ansicht sind, dass in der westlichen Palastarmee nur die
- Schola armaturarum seniorum und die
- Schola gentilium seniorum

voll gepanzerte Reiter waren.

### Feldarmeen
Abgesehen von den Gardeeinheiten war die schwere Kavallerie nur in den mobilen Feldarmeen (Comitatenses) vertreten.

#### Orient
Insgesamt dienten, laut Notitia Dignitatum, in der Armee des Ostens 14 Einheiten schwerer Kavalleristen. Die relative Konzentration dieser Einheiten im Osten, die sich von den früheren Verteilungsmustern unterscheidet, gibt wahrscheinlich nur den Stand am Ende des 4. Jahrhunderts wieder, vermutlich als Antwort auf die neuen Herausforderungen durch die Sassanidenkavallerie.
Dort findet man unter dem Kommando des Magister militum praesentalis I die
- Comites clibinarii (Vexillatio Palatina),
- Equites catafractarii Biturigenses und die
- Equites primi clibanarii Parthi (Vexillationes Comitanenses).[26]

Unter dem Kommando des Magister militum praesentalis II standen die
- Equites Persae clibanarii (Vexillatio Palatina),
- Equites catafractarii,
- Equites catafractarii Ambianenses[28] und die
- Equites secundi clibanarii Parthi, die ebenfalls als Vexillationes Comitatenses angeführt sind.[29]

Der Magister militum per Orientem hatte als Vexillationes Comitatenses die
- Comites catafractarii Bucelarii iuniores,
- Equites promoti clibanarii,
- Equites quarti clibanarii Parthi und den
- Cuneus equitum secundum clibanariorum Palmirenorum

in seiner Armee.
Unter dem Kommando des Magister militum per Thracias standen die
- Equites catafractarii Albigenses (Vexillatio Comitatensis).

Zum Grenzschutz des Dux Thebaidos gehörte die in Pampane stationierte
- Ala Prima Iovia catafractorium;[32]

der Dux Scythiae befehligte den
- Cuneus equitum catafractorium in Arrubio.[33]

Letztere (wenn es tatsächlich dieselbe Einheit war) wird auch von Ammianus Marcellinus unter Valentinian I. (364–375) als in Gallien gegen die Sachsen kämpfend erwähnt:

„Die Römer […] hatten vorher große Verluste erlitten […], waren in Panik und wären auch alle umgekommen, wenn nicht eine Truppe von eisernen Reitern (die auf der anderen Seite in der Nähe einer Nebenstraße aufgestellt waren, um den Barbaren aufzulauern) unter großem Geschrei angegriffen und ihnen schnell zu Hilfe gekommen wäre.“

In ägyptischen Papyri werden folgende Einheiten aufgelistet:
- Ala II Herculia dromedariorum,[35]
- Schola Catafractorium die in Psoftis lag,[36]
- Arsinoites (Vexillatio equitum catafractorium), stationiert in Arsinoe,[37]
- Herakleopolites,[38]
- Klibanaroioi und die
- Leontoklibanarioi.

#### Occident
Im Gegensatz dazu werden im Westen (abgesehen von den schon erwähnten Cuneus equitum cataphactorum) nur drei gepanzerte Reitereinheiten der Feldarmee – zusätzlich zu den Scholae Palatinae der Garde – in der Notitia erwähnt:
- Clibanarii unter dem Magister equitum Praesentalis (den gegenwärtigen),[39]
- Equites sagitarii clibanarii (Vexillatio Comitatensis), in Afrika stationiert, Armee des Comes Africae,[40]
- Equites catafractarii iuniores, mit Standort im britannischen Morbio, Armee des Dux Britanniarum.[41]

Der Augenschutz einer Pferderüstung aus dem Legionsstandort Chester (Deva) könnte ein Hinweis für die Anwesenheit eines Kataphrakten einer Hilfstruppenkavallerieeinheit sein, die dort eventuell stationiert war. Eine Anzahl von langen Speerschäften mit schlanken Klingen könnten ihnen als Stoßlanzen gedient haben, aber dies ist nur eine Vermutung.
Der Grabstein des Centenarius Flavius Ingenuus aus Gallien stammt möglicherweise aus dem 5. Jahrhundert.
Seine darauf erwähnte Einheit, der
- Numerus equitum catafractariorum seniorum,

eine Truppe aus Irregulären (Catafracti peregrini), könnte man ebenfalls noch der Westarmee hinzurechnen. Das Praenomen des Offiziers scheint auf die Regierungszeit des Honorius (393–423) hinzuweisen, sein Cognomen Ingenuus bedeutet, dass er kein Freigelassener (Libertus), sondern vollwertiger römischer Bürger war. Die Stele stammt ursprünglich aus Lyon (Lugdunum), wo die Einheit – möglicherweise – dem Magister militum per Gallias zur Verfügung stand.
Zusätzlich standen noch mehrere Alae von Sarmaten und Alanen, wie z. B. die Comites Alani, Vexillationes palatina, in der Armee des Comes Italiae.

## Bezeichnungen
Die Begriffe
| - Catafractus, - Catafracti, - Catafractarii | - Clibanarius, - Clibanarii, |

(in verschiedenen Schreibweisen), die sich sowohl auf persische als auch auf römische Panzerreiter beziehen, erscheinen ab dem 3. und 4. Jahrhundert in römischen Quellen. Es scheint, dass die früheste Erwähnung aus der ersten Hälfte des 3. Jahrhunderts stammt (Ala Nova Firma milliaria catafractaria Philippiana). Sie sind immer noch Gegenstand einer kontroversen wissenschaftlichen Debatte. Wurden Catafractarii und Clibanarii alternativ für ein und dieselbe Art schwerer Kavallerie verwendet, oder waren es zwei verschiedene Typen von schweren Reitern mit unterschiedlicher Ausrüstung.
Manchmal werden die Begriffe von den antiken Chronisten synonym verwendet. Der griechische Begriff Katafraktos bedeutet unzweifelhaft „gepanzert“. Im Gegensatz dazu stammt der Begriff Clibanarius aus der militärischen Umgangssprache und bedeutet so viel wie Herd/Ofen, man verglich wohl die Rüstung eines gepanzerten Reiters mit einem Backofen. Dies verwundert auch nicht, wenn man bedenkt, was für klimatische Bedingungen in den Provinzen des Nahen Ostens – besonders in den Sommermonaten – vorherrschten.
Auf einer Inschrift aus Claudiopolis (Bithynien) verschmelzen die beiden Begriffe sogar miteinander. Andererseits werden auf römischen Grabsteinen als Catafractarius nur jene römischen Kavalleristen bezeichnet, die explizit einer Panzerreitereinheit angehörten. Die dazu vorherrschende Meinung in der Forschung ist, dass der Cataphractus Clibanarius ein Kavallerist war, der fast vollständig durch eine hochentwickelte, aus Mischelementen bestehende Rüstung geschützt wurde, meist auch auf einem gepanzerten Pferd ritt und für den Kampf eine lange Stoßlanze benutzte.
Im spätantiken Reich wurde Clibanarius vielleicht als Unterscheidungsmerkmal verwendet, um den Unterschied zu den leichter gepanzerten Reitern (Kataphraktus) der römischen Armee klarer herauszustreichen, die oft ungepanzerte Pferde ritten, wie ihre Grabsteine zeigen. Die Clibanarii dürften somit nur in den Reihen von je nach Bedarf vor Ort zusammengestellten Spezialeinheiten gestanden haben. Um die Sache noch weiter zu komplizieren, wurde diese Unterscheidung möglicherweise auch nicht immer in diesem Sinne verwendet. Das mag auch die Häufigkeit und Vollständigkeit in puncto Pferdepanzerung betroffen haben. Man muss auch damit rechnen, dass sich die Bezeichnungen im Laufe der Zeit von ihrer ursprünglichen Bedeutung entfernt haben können. Die Römer, so scheint es oberflächlich betrachtet, dürften also unter Kataphrakten und Clibanariern nicht unbedingt dasselbe verstanden haben. Anhand der Inschrift einer im kleinasiatischen Klaudiopolis aufgefundenen Stele nimmt Michael Speidel sogar an, dass auch die Pferde der Kataphrakten später eine Panzerung getragen haben, wodurch ihre Reiter zu Clibanariern geworden wären.
Laut Marius Mielczarek unterscheiden sie sich nicht durch ihre Bewaffnung und Ausrüstung, sondern vielmehr durch ihre spezielle Kampfweise. Beide seien zwar schwer gepanzert und mit einem Contus bewaffnet gewesen, die Clibanarier wurden aber zusammen mit berittenen Bogenschützen in gemischten Verbänden eingesetzt, während die Kataphrakten in geschlossenen – das heißt unvermischten – Einheiten operierten. Diese unterschiedlichen Vorgangsweisen wurden dann auf den jeweiligen Gegner abgestimmt, d. h. Kataphrakten wurden gegen die Infanterie eingesetzt, Clibanarier gegen die Kavallerie. Es handelt sich also gewissermaßen um Kataphrakten, die eine Spezialausbildung zum Clibanarier befähigte, in der Schlacht Seite an Seite mit den Bogenschützen zu operieren. Damit wäre auch erklärt, warum sich in den antiken Bildquellen keine extra ausgewiesenen Clibanarier befinden. Dies lässt sich auch bildlich nicht festhalten, sehr wohl aber in den Inschriften anführen, wie die Stele des Valerius Fuscianus aus Claudiopolis zeigt. Mielczarek schlägt weiters vor, dass es auch die Schlachtaufstellung war, die den Unterschied zwischen Kataphrakten und Clibanariern ausmachte. Die Catafractii waren Lanzenreiter, die in keilförmigen Reihen in einer Säulenformation kämpften. Sie waren in eine Kampfgruppe eingebunden, die zwar aus verschiedenen, voneinander getrennten Elementen bestand, aber im Kampf gemeinsam operierte. Die sogenannte Säule war besonders gegen eine tief gestaffelte Infanterieformation effektiv. Der stärker gepanzerte Clibanarius wurde zwar ebenfalls in solchen Angriffskeilen, aber hauptsächlich im Verbund mit berittenen Bogenschützen eingesetzt. Auch die beiden oben genannten Berichte unterstützen diese Theorie.
Der Begriff Clibanarii taucht nach 400 in den epigraphischen Quellen nur mehr äußerst selten auf, während der des Catafractarius bis zum Ende des 5. Jahrhunderts in Gebrauch bleibt. Auch in Ägypten bleibt der gräzisierte Begriff Kataphractoi bis über das 4. Jahrhundert hinaus in Verwendung, um einen schweren gepanzerten Reiter zu beschreiben. Im Midrash der spätrömischen Zeit wird ein schwerer Kavallerist als Katafraktos bezeichnet. Als das östliche Reich seine schwere Kavallerie ebenfalls mit Pfeilbögen ausstattete, war diese Unterscheidung nicht mehr erforderlich. Die Bezeichnung Klibanarioi verschwand daher aus den Truppenlisten, nur im 10. Jahrhundert wurden unter Kaiser Nikephoros Phokas noch einmal als Klibanophoroi bezeichnete Reitereinheiten aufgestellt. Der Begriff Kataphraktoi blieb hingegen im Osten bis ins 14. Jahrhundert in Gebrauch.
Zusammenfassend kann man folgendes feststellen:
- „Cataphractarii“ bezieht sich wohl auf alle schwer gepanzerten Kavalleristen, die explizit keine Clibanarii sind.
- „Clibanarii“ bezieht sich anscheinend nur auf besonders schwer gepanzerte Kavalleristen, die auf gepanzerten Pferden reiten und im Kampf eine etwas breitere Palette von Offensivwaffen einsetzte, einschließlich der langen Stoßlanze und des Kompositbogens.

## Organisation
Einige Hinweise auf die interne Organisation von römischen Panzerreitereinheiten liefern epigraphische und literarische Quellen hauptsächlich aus dem 3. Jahrhundert oder später. Dies wohl deswegen, da die früheren Panzerreitereinheiten, meist bestehend aus Kriegern aus dem Osten oder Sarmaten, unter ihren eigenen Anführern und in ihrer traditionellen Art kämpften. Der Chronist Herodian beschreibt z. B. die personelle Zusammensetzung der schweren Reiter in Severus Alexanders Armee folgendermaßen:

„[…] Untertanen, andere Freunde und Verbündete und auch eine Reihe parthischer Söldner und Sklaven, die von den Römern gefangengenommen wurden.“

Er erwähnt dabei auch den Kommandeur der Osrhoaener, den er als „hēgoúmenos“ tituliert und ansonsten keinen römischen Rang angibt.

### Kommandoebenen
Ein Dux wie Aurelianus konnte bis zu 800 Equites Cataphractarii unter seinem Kommando haben. Innocentius, der Kommandeur der Panzerreiter Kaiser Julians (360–363) und einer der vier hochrangigen Offiziere, die in der Schlacht von Argentorate (357) getötet wurden, wird von Ammianus Rektor und Dux genannt.
Unter Hadrian wird erstmals ein Praefectus als Kommandant einer Kataphrakteneinheit der römischen Armee genannt: „Praefecto ala I Gallorum et Pannoniorum catafractae“. Die Einheiten wurden damals noch hauptsächlich in den römischen Provinzen rekrutiert und hatten entweder eine Stärke von 480 (alae quingenariae) oder 960 Mann (alae miliariae). Der Kommandeur der Catafractarii im Britannien des 4. Jahrhunderts war laut der westlichen Notitia ebenfalls ein Präfekt. Laut der Grabinschrift des Valerius Fuscianus (4. Jahrhundert), stand seine Vexillatio equitum catafractorium clibanarorium unter dem Kommando eines Praepositus namens Valens.
Die Panzerreitereinheiten waren in mindestens 16, allerhöchstens 24 Turmae untergliedert. Eine Turma wurde von einem Tribunus kommandiert. Auch der spätere Kaiser Claudius II. (268 bis 270) war zuvor Tribun einer Kataphraktenturma gewesen. Eine spätantike Turma ex cataphractariis konnte aber aus bis zu 100 Männern bestehen, zumindest ab der Mitte des 3. Jahrhunderts.
Die klassische Turma waren in drei – jeweils zehn Mann starke – Decuriae aufgeteilt, befehligt von einem Decurio, dem „Anführer von 10 Mann“. Ein Decurio der Equites cataphractarii Ambiaensesis wird auf der Grabinschrift des Valerius Zurdigix (Provinz Belgica) erwähnt, während ein weiterer aus Mesopotamien stammender Grabstein einem Decurio der Ala Firma catafractaria gesetzt wurde, er starb im zweiten Viertel des 3. Jahrhunderts. Oft werden sie in den Inschriften aber auch als Kommandeure einer ganzen Turmae angesprochen. Wie in so vielen Armeen im Laufe der Geschichte muss schließlich ein endemischer Mangel an qualifizierten Offizieren dazu geführt haben, dass auch Unteroffiziere Kommandos übertragen bekamen, die nicht ihrer Einstufung entsprachen. Der Rang eines Decurio wird für die Catafractarii noch bis zum Ende des 4. Jahrhunderts in ägyptischen Papyri bezeugt.
Im späten 4. und 5. Jahrhundert stoßen wir in Inschriften dieser Zeit oft auch auf Untereinheiten wie den Cunei und den Numeri, aber auch die althergebrachte Ala wurde immer noch eingesetzt.
Wenn man die Militärdiplome und Inschriften der in Gerla (Dacia) stationierten Ala II Gallorum et Pannoniorum catafracta analysiert, können wir sicher annehmen, dass die Rangbezeichnungen ihrer Soldaten exakt dieselben waren wie die der Ala I catafracta, die in Moesia und auch in Dacia stationiert war:
| - Praefectus Alae, - Decurio, - Strator, | - Imaginifer, - Signifer, - Eques. |

Eine der wichtigsten Passagen in Bezug auf die Rangordnung der römischen Kavallerie des 5. Jahrhunderts stammt aus der Chronik des Hieronymus:

„Angenommen, eine Person im Rang eines Tribuns wird durch ein Fehlverhalten erniedrigt und durchläuft die alle Stufen der Rangfolge in der Kavallerie nach rückwärts, bis er wieder an der untersten angelangt ist, hört also auf ein Tribunus zu sein um wieder zum Rekruten herabzusinken. Er wäre dann wieder Primicerius, dann Senator, Ducenarius, Centenarius, Biarchus, Circitor, Eques und schließlich wieder als gewöhnlicher Tiro …“

Diese Rangfolge wurde für Kataphrakte des 4. bis zum 5. Jahrhundert – zumindest teilweise – durch Inschriften bestätigt. In einem ägyptischen Papyri werden zwei Catafractarii der Ala II Herculia dromedarium erwähnt. Dies ist aber kein Hinweis auf ihren militärischen Rang, wie von einigen Forschern vorgeschlagen, sondern bedeutet lediglich, dass in dieser Kamelreitereinheit (Dromedarii) auch Catafractarii dienten, die allerdings auf Pferden ritten und wohl als Schockkavallerie eingesetzt wurde. Andere Schriftdokumente scheinen jedoch beide Interpretationen zu stützen.
Drei erhalten gebliebene antike Briefe dokumentieren die militärische Karriere eines Kavalleristen namens Sarapion. Der erste bestätigt seine Aufnahme in die Schola Catafractorium, der zweite (um 386) dokumentiert seine Beförderung zum Decurio, der dritte (um 401) erwähnt schließlich seine Entlassung aus gesundheitlichen Gründen. Im zweiten Brief wird auch die Beförderung eines seiner Kameraden, Apion, der vom einfachen Eques zum Cataphractarius aufstieg, angesprochen. Der gleiche Begriff wurde auch bei der Beförderung des Sarapion verwendet. Im dritten Brief werden er und noch andere gleichzeitig mit ihm entlassene Kameraden nach ihrer Rangfolge aufgezählt:
- dec[uriones],
- catafrac[tarii] und
- eq[ites].

Es ist bekannt, dass die Feldzeichenträger der Panzerreiter eine Drachenstandarte mit einem angehängten Windsack aus Stoff trugen. Der Rang des Draconarius ist jedoch erst ab dem 4. Jahrhundert bezeugt; zuvor wurde er – wie in anderen Kavallerieeinheiten – als Signifer bezeichnet.

## Kampftaktiken

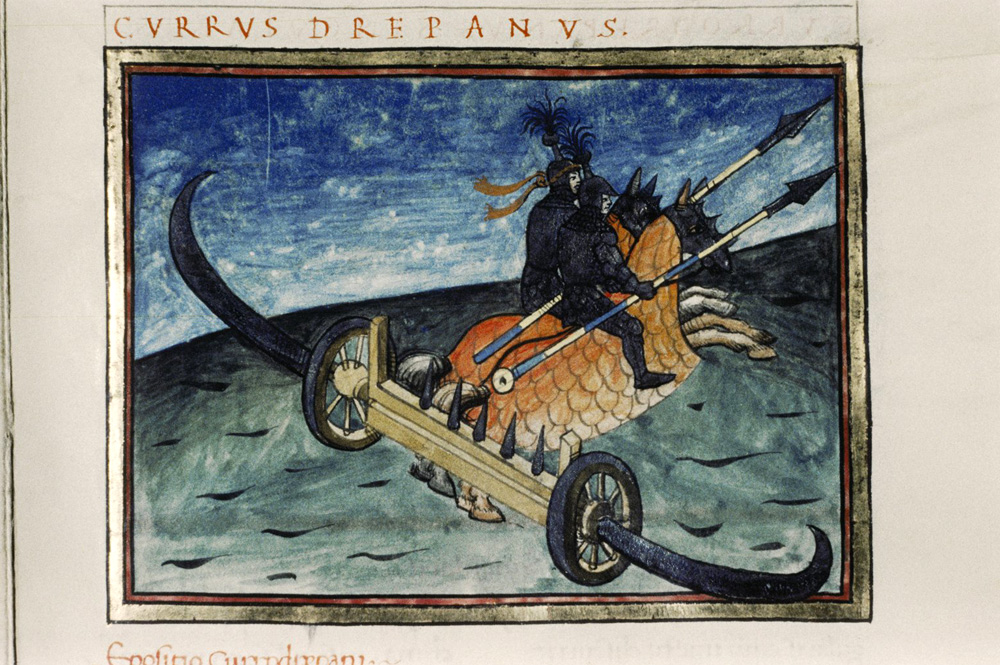
Zwei Panzerreiter die eine Art Sichelwagen hinter sich herziehen, (mittelalterliche Kopie des De Rebus Bellicis aus dem 4. Jahrhundert)

Einmal auf dem Schlachtfeld angekommen und dort auch richtig eingesetzt, entfalteten Kataphraktenformationen eine verheerende Wirkung. Die vorrangige Aufgabe der Panzerreiter bestand darin, die Kampflinie des Feindes als Schockkavallerie, die nach der Einführung des Steigbügels um 600 n. Chr. noch schlagkräftiger wurde, zu durchbrechen. Die Angriffswucht einer heranstürmenden Kataphraktenformation war stark genug, jede andere Art von Reiteraufstellungen zu brechen, auf die sie trafen. Heliodor führt hierzu aus:

„Kommt es zum Kampfe, lässt er dem Pferde die Zügel frei, gibt ihm die Sporen und braust wie ein Mann aus Eisen oder eine lebende eherne Statue klirrend gegen den Feind. Die Lanze ragt, waagrecht eingelegt, mit ihrer Spitze weit voraus und wird von einer Schlaufe am Pferdehals gehalten. Das Schaftende hängt in einer Schlinge am Schenkel des Pferdes und gibt dadurch beim Aufprall nicht nach, sondern unterstützt die Hand des Reiters, der den Stoß nur zu lenken braucht. Wenn er sich in die Lanze legt und mit der ganzen Wucht seines Ansturms einstemmt, durchbohrt er alles, was ihm in den Weg kommt und hebt mit einem Stoß bisweilen zwei Leute empor.“

Sie waren mit den damals verwendeten Fernwaffen nur schwer außer Gefecht zu setzen. Man musste sie vorher ausreichend mit leichten Truppen, hier insbesondere berittene Bogenschützen und anderen Plänklern (Lanciarii), umgeben. Deren erste Attacke diente dazu, den Angriff der Panzerreiter vorzubereiten, wie es Parther und Perser den Römern mehrmals mit verheerender Effizienz vorgeführt hatten. Die Attacke wurde ähnlich den mittelalterlichen Rittern im langsamen Trab in enger Formation vorgetragen und war oft nur ein Täuschungsmanöver, um die feindliche Infanterie in eine enge Verteidigungsformationen zu zwingen, um so anschließend den nachrückenden Bogenschützen ein leichtes Ziel zu bieten. Die parthische Taktik bestand darin, den vorrückenden Feind durch die leichten Bogenschützen zuerst mit Pfeilsalven einzudecken, um ihn so mürbe und verwundbar für eine Attacke der schweren Kavallerie zu machen. Der Gegner hatte dabei die Wahl, seine Formation entweder zu öffnen, um den Bogenschützen weniger Ziele zu bieten, dafür aber danach eine leichte Beute der Kataphrakten zu werden oder weiter im Geschosshagel auszuharren. So geschehen in der Schlacht von Carrhae, 53 v. Chr.:

„Dann ging der Feind ans Werk. Seine leichte Kavallerie ritt in Kreisen die römischen Flanken ab und verschoß ihre Pfeile, während die Panzerreiter im Zentrum die langen Speere gebrauchten und die Römer auf immer dichterem Raum zusammentrieben, nur einige nicht, die beschlossen, dem Tod durch die Pfeilschüsse zu entgehen, indem sie verzweifelt aus der Formation ausbrachen und den Feind angriffen. Sie bewirkten jedoch wenig und fanden nur einen schnelleren Tod durch große, schreckliche Wunden. Die parthische Lanze, die sie in die Pferde stießen, ist ja schwer mit Stahl bekleidet und hatte oft genug die Wucht, um zwei Männer auf einmal glatt zu durchbohren.“

Ein Kataphrakt war in der Handhabung von Lanze und Bogen ausgebildet, so wie es z. B. im Strategikon des byzantinischen Kaisers Maurikios beschrieben wird:

„In vollem Galopp soll der Reiter ein oder zwei Pfeile abschießen und dann den bespannten Bogen in die Scheide stecken […] und nun soll er seine Lanze ergreifen, die er auf dem Rücken getragen hat.“

Ähnlich auch Julians Bericht über die Schlacht bei Mursa im Jahre 351 n. Chr.:

„Unterstützt von den anderen Reitern, die den Pferden die Sporen gaben und zur Attacke ansetzten, begannen die Kataphrakten mit ihrem Pfeilbeschuß dem Feind alsbald schwere Verluste beizubringen.“

Aufgrund ihrer schweren Ausrüstung eigneten sich Panzerreiter aber kaum für die traditionelle Aufgabe der Kavallerie, fliehenden Feinde nachzusetzen und dabei so viele wie möglich zu vernichten. Berichten, dass diese Panzerreiter trotzdem relativ leicht außer Gefecht zu setzen waren, indem man ihnen einfach auswich, anschließend den schon ermatteten Pferden von unten die ungeschützten Bäuche aufschlitzte und dann ihre am Boden liegenden hilflosen Reiter mit Keulenschlägen tötete, ist allerdings mit erheblicher Vorsicht zu begegnen. Auch über die Ritter des Mittelalters werden ähnliche Geschichten verbreitet, man habe sie erst mit Kränen auf das Pferd hieven müssen und, seien sie erst einmal am Boden gewesen, hätten sie nicht mehr aus eigener Kraft aufstehen, geschweige denn laufen können. Sicher nicht umsonst hat der in Fachkreisen hoch geschätzte Historiker und Offizier Ammianus Marcellinus von einem “formidabile genus armorum”, einer furchterregenden Waffe, gesprochen. War die Infanterie gut geführt, so ließ sich eine Kataphraktenattacke dennoch stoppen, so wie es den Römern in einer Schlacht am Taurusgebirge 39 v. Chr. gelang. Allerdings benötigten sie dafür elf Legionen. Oft bediente man sich einer List, um heranstürmende Kataphrakten auszuschalten. In der Schlacht bei Nisibis, 217, konnte die römischen Infanterie, die parthischen Panzerreiter auf ein dafür speziell präpariertes Gelände zu locken:

„Die Barbaren richteten mit der großen Menge ihrer Geschosse und ihren überlangen Speeren der Panzerreiter, die von ihren Kamelen und Pferden herab kämpften, großen Schaden in den römischen Linien an. Im Nahkampf waren ihnen jedoch die Römer überlegen; als aber die zahlreiche Reiterei und Kamelreiter sie immer mehr belästigten, täuschten sie einen schnellen Rückzug vor und warfen Fußangeln (Lilien) und andere scharfe Krampen hinter sich. Da sie sofort im lockeren Sand verschwanden, konnten sie von den nachrückenden Feinden nicht gesehen werden, was ihr Verderben sein sollte. Denn sobald die Pferde und vor allem die Kamele mit ihren empfindlichen Hufen auf diese Stacheln traten, lahmten sie und brachen in die Knie, sodass ihre Reiter abgeworfen wurden.“

Laut Herodian erwiesen sich in den rheinischen Feldzügen der 230er Jahre die osrhoenischen und armenischen gepanzerten Bogenschützen in der Armee von Maximinus Thrax gegen die Germanen als sehr effektiv. Es gelang ihnen immer wieder, den Feind zu überraschen, schnell anzugreifen, um sich danach wieder ohne große Verluste geordnet abzusetzen. In der von Herodian für Maximinus nachfolgende Invasion Italiens beschriebenen Marschordnung wurde die Kavallerie an die Flanken gestellt:

„Maximinus führte seine Armee in das weite ebene Land und zog die Legionen in einem breiten, flachen Geviert zusammen, um so mit ihnen den größten Teil der Ebene zu besetzen. Er platzierte den Tross in die Mitte und übernahm persönlich das Kommando der Nachhut, gefolgt von seinen Truppen. An den Flanken marschierten die Schwadronen der Kataphraktoi, die maurischen Speerwerfer und die Bogenschützen aus dem Osten.“

Dieselbe Ordnung wandte die gallische Armee Kaiser Julian Apostata an, als er sie in die Schlacht von Argentoratum führte:

„An ihren Flanken standen die Turmae der Kavallerie, darunter die Catafractarii und die Bogenschützen (Sagitarrii).“

Kataphrakte griffen gewöhnlich in enger Formation an, so konnten sie ihre Masse beim Aufprall an der gegnerischen Linie und ihre langen Lanzen bestmöglich zur Geltung bringen. Es minimierte auch den Nachteil ihrer begrenzten Beweglichkeit auf dem Schlachtfeld. Wurde ein Kataphrakt in der Schlacht von seinen Kampfgefährten getrennt, war er in steter Gefahr, bald von Gegnern eingekreist und getötet zu werden. Ein Block von Kataphrakten, mit nach außen gerichteten Lanzen, hatte auch einen ausreichenden Schutz gegen herandrängende Feinde und war auch durch Pfeile und leichte Wurfgeschosse nur schwer zu neutralisieren. Meist rückten sie in einer Art Keilformation zum Angriff vor, dem Cuneus, der von Kataphrakten und Clibanarier nach germanischem Vorbild angewandt wurde. In seinem Panegyrus erwähnt Nazarius, dass die Catafractarii darauf trainiert waren, ihre Vorwärtsbewegung unter allen Umständen aufrechtzuerhalten, auch nachdem sie „wie ein Widder“ (Arietare) in die feindliche Linie eingebrochen waren, sollten sie so alles niederreiten, was sich ihnen entgegenstellte.
Diese Taktik funktionierte jedoch nicht, als Maxentius’ (306–312) Armee gegen die von Konstantin I. (306–337) in der Schlacht von Turin, 312, antrat. Sie wurde wahrscheinlich südlich des Flusses Dora zwischen Alpignano und Rivoli ausgetragen. Dabei überraschte der schnelle Anmarsch der Konstantiner Maxentius’ Armee, die sich bereits in Schlachtordnung aufgestellt hatte. Seine Clibinarii bildeten einen Keil (in cunei modum), dessen Flanken sich noch weiter einen Hang hinunter und etwas nach hinten erstreckten. Sie hofften, so das wahre Ausmaß und die Position ihrer Kampflinie größtenteils zu verbergen und damit die Konstantiner zu einem Frontalangriff zu provozieren. Dies hätte es wiederum den maxentischen Flügeltruppen ermöglicht, ihre Angreifer an den Flanken zu überrennen, vollständig einzuschließen und langsam auf einen immer engeren Raum zusammenzudrängen, was eine Gegenwehr zunehmend unmöglich gemacht hätte. Konstantin erkannte jedoch die Falle und ließ seine Männer an beiden Flanken schneller vorrücken. Den Chronisten zufolge „streckte er beide Flügel aus“ und konfrontierte so den konvexen Keil seines Gegners mit einer konkaven Formation und einem etwas zurückgenommenen Zentrum. Konstantin aber öffnete überraschend die Mitte seiner Linieninfanterie und ließ den ersten Clibanarierkeil des Feindes ungehindert passieren. Die befanden sich nun plötzlich eng zusammengedrängt inmitten von Konstantins Truppen, was sie daran hinderte, weiter gegen sie vorzugehen oder den sofortigen Rückzug anzutreten. Sie wurden rasch umzingelt und danach mit Keulen erschlagen:

„So griffen unsere Männer an … ihre Keulen waren mit schweren Eisenköpfen (gravibus ferratisque nodis) beschlagen, die aber bald von den vielen Hieben abgenutzt waren … besonders auf die Köpfe hatten sie es abgesehen. Diejenigen, die von den ersten Hieben schon benommen waren, fielen entweder kopfüber von ihren Pferden oder rutschten nach rückwärts ab, auch die Stärkeren von ihnen baumelten bald schon halb tot auf ihren Pferden, sie starben, während sie noch in ihren Sätteln hingen. Zu der ganzen Verwirrung kam noch das Abschlachten ihrer Pferde, die dabei entsetzliche Qualen erlitten. Da die Konstantiner ihre verwundbaren Stellen bald entdeckten, warfen sie ihre Reiter überall hin.“

Als die Linien der Maxentier schließlich nachgaben, griff sie Konstantin persönlich an der Spitze seiner Kavallerie an und machte alle nieder, die sich ihm entgegenstellten. Die Überlebenden flohen panisch in Richtung der Tore von Augusta Taurinorum (Turin), die waren aber schon vorsorglich von deren Bürgern verriegelt worden. Selbst die Zugangsstraße zum Stadttor war bald von der Masse der Leichen der unglücklichen gepanzerten Kavalleristen verstopft.
Eine weitere Beschreibung des Einsatzes schwerer Kavallerie findet sich in mehreren Passagen von Ammianus Geschichtswerk, wo er über Julian Apostatas gallische Feldzüge gegen Franken und Alamannen im Sommer des Jahres 356 berichtet. Demzufolge nahm er bei einer dieser Unternehmungen nur seine Kataphrakten und Artilleristen mit sich. Er eilte mit ihnen in die Region zwischen den Städten Autessiodurum (Auxerre) und Augustomana Tricassiorum (Troyes), wo er alemannische Eindringlinge zum Kampf stellen konnte. Nach einer ersten Erkundung des Terrains verstärkte er die Flanken seiner Armee und ließ die Panzerreiter – auf dem hierfür gut geeigneten Gelände – angreifen. Diese durchbrachen die gegnerischen Reihen und ritten jeden nieder, der sich ihnen in den Weg stellte. Aber Julian war danach nicht mehr in der Lage, den sofort in alle Windrichtungen fliehenden Überlebenden nachzusetzen, um damit seinen Sieg zu vollenden. Aus dieser Schlachtbeschreibung geht hervor, dass Julian seine schwere Kavallerie nur für Schockangriffe auf freiem Feld einsetzte, während er gleichzeitig seine Flanken durch das Sperrfeuer der Ballistarii sicherte.
Im folgenden Jahr zeigten die Ereignisse während der Schlacht von Argentoratum einmal mehr, dass schwergepanzerte Kavalleristen nicht unbesiegbar waren. Die Alamannen stellten sich den römischen Kataphrakten mit ihrer Kavallerie in enger Formation entgegen, vermischt mit ihren – nur leicht bewaffneten – Plänklern. Ihnen war wohl klar, dass sie, egal wie kampferfahren, auf Dauer der Wucht der viel besser ausgebildeten Panzerreitern nicht gewachsen waren. In der heißesten Phase des Kampfes konnten die – nur schwer zu fassenden – Plänkler tief in die Reihen der Römer eindringen und viele gegnerische Pferde an der Seite oder am Bauch schwer verwunden, woraufhin sie ihre Reiter abwarfen, die dann meist ohne große Schwierigkeiten von den Alamannen getötet werden konnten. Hinzu kam, dass die Kataphrakten, während sie versuchten, sich nach dem ersten Zusammenprall mit den Alamannen neu zu ordnen, sahen, dass auch ihr Anführer schwer verwundet war und über den Hals seines Pferdes rutschte, das unter dem Gewicht seiner Rüstung zusammengebrochen war. Daraufhin flohen sie vom Schlachtfeld. Dies hätte zu einer vernichtenden Niederlage Julians führen können, wenn dabei auch seine Linieninfanterie zersprengt worden wäre. Diese konnte aber ihre Stellung in enger Formation halten und die Alamannen schließlich in den Rhein drängen.
Vegetius bringt einmal mehr die Vor- und Nachteile der schweren Kavallerie auf den Punkt. Die Cataphractii sind aufgrund der Rüstung (Mumunia), die sie tragen, zwar besser vor schweren Verwundungen geschützt, aber sie werden durch ihr Gewicht auch erheblich in ihrer Beweglichkeit behindert. Besonders die von der Masse ihrer Kameraden isolierten Panzerreiter waren leicht auszuschalten, oft wurden sie einfach mittels simpler Wurfschlingen vom Pferd gezogen. Im Kampf wurden sie besser gegen Infanterie in loser Aufstellung eingesetzt als gegen Kavallerie. Aber auch wenn sie vor einer Legion standen oder einer mit Legionären durchmischten Formation, durchbrachen sie am Ende oft deren Linien. Für eine unvorbereitete oder schlecht geführte Truppe konnte der Angriff von Kataphrakten verheerende Folgen haben, wie in Julians Feldzug von 356 für die Alamannen.

## Waffen und Ausrüstung

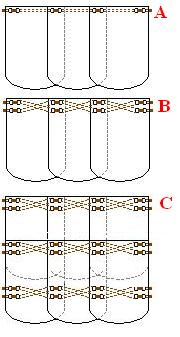
Rüstung, Befestigungsschema für Metallschuppen

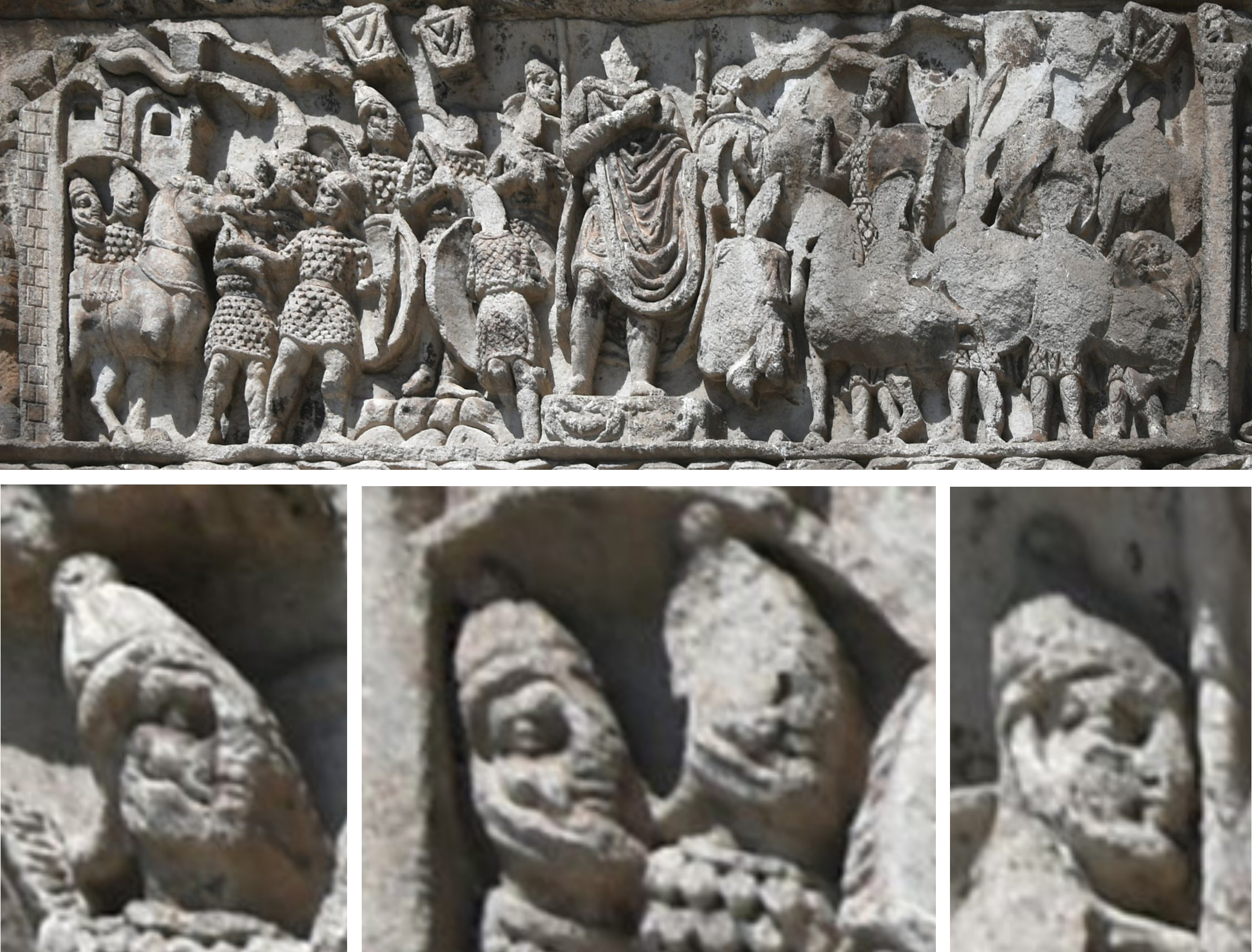
Soldaten in der Ausrüstung des 4. Jahrhunderts auf einem Relief des Galeriusbogens, erkennbar sind Spangenhelme und Schuppenpanzer

Die von Ammianus und Heliodor erwähnten Maskenhelme konnten für die Zeit nach der Mitte des 3. Jahrhunderts n. Chr. archäologisch noch nicht bewiesen werden, ganz gewiss waren sie nicht mehr – wie noch im 2. Jahrhundert n. Chr. – aus einem Stück geschmiedet, sondern vermutlich schon Spangen- oder Kammhelme. Obwohl es hier sicher auch Ausnahmen gab. So wurde 2004 im Gemeindegebiet von Biberwier am Fernpass in Tirol ein Kammhelm entdeckt, dessen Kalotte noch aus einem Stück getrieben war. Auch die Wangenklappen waren noch, wie bei römischen Helmen des 1. und 2. Jahrhunderts n. Chr., mit Scharnieren an der Kalotte befestigt. Für die Übergangszeit vom mittelkaiserzeitlichen Helm zum spätrömischen Kammhelm konnten bisher einige Belegfunde geborgen werden, die Mischformen aus beiden Typen aufwiesen. An frühen Kammhelmen befanden sich zudem noch vielfach Scharniere, die bei später Exemplaren entfielen. Die Beschreibung diverser Panzerteile bei Heliodor dürfte für Schuppen- oder Lamellenpanzer gelten, die angegebene Seitenlänge von etwa 20 cm würde aber besser zu einem Segmentpanzer passen. Ausgelöst wurde diese Entwicklung wohl durch die Feldzüge Alexanders des Großen, dessen Kavallerie die Völker des Orients mit der Kataphraktenrüstung, die aus Xenophons Schilderung bekannt ist, vertraut gemacht haben dürfte. Das griechische Wort für „Bedeckte“, bezog sich ursprünglich wohl nur auf die Panzerreiter des Westens. Die Schutzausrüstung eines solchen Reiters mit einem, wahrscheinlich metallunterfütterten Klappenpanzer, Maskenhelm und geschobenem Armschutz ist zusammen mit Teilen der Panzerung des Pferdes auch auf einem Fries im anatolischen Pergamon zu sehen. Unter Aufgreifen östlicher Traditionen haben dann die Parther als Antwort auf den hellenistischen Kataphrakten wohl den Clibanarier entwickelt, für den ein Mix aus Ketten-, Schuppen-, Lamellen- und Segmentpanzer typisch ist.

### 4. Jahrhundert
Um die Art der Ausrüstung des römischen schweren Kavalleristen zu verstehen, muss man sich zunächst mit den in antiken Schriftquellen überlieferten Beschreibungen der sarmatischen, parthischen und persischen Panzerreiter befassen. Die Römer übernahmen, wie schon erwähnt, diese Truppengattung von ihren orientalischen und sarmatischen Kontrahenten, die später oft den Mannschaftskern der ersten römischen Einheiten bildeten. Es ist sogar möglich, dass die frühe schwere römische Kavallerie fast ausschließlich mit Beuterüstungen gepanzert wurde. Hierzu liefert beispielsweise die Passage der Historia Augusta in Bezug auf das Leben von Severus Alexander einen Anhaltspunkt. Der Kaiser rühmt sich dort u. a.:

„…dass wir 120.000 Mann ihrer Kavallerie vertrieben haben; wir haben weiters im Kampf 10.000 ihrer Kataphrakten getötet, die sie Clibanarioi nennen und wir haben danach unsere eigenen Männer mit deren Rüstung versehen…“

Diese Passage wurde oft wegen der hohen Zahl der getöteten Feinde als plumpe Propaganda verworfen. Wie auch immer man dazu stehen mag, dieser Text besagt, dass offenbar die gesamte erbeutete Ausrüstung an die römischen Soldaten verteilt wurde. Severus Alexander hebt dabei die Waffen und Rüstungen der schweren Kavallerie besonders hervor, wohl weil sie lange als unbesiegbar galten und unter seinen Soldaten deswegen besonders gefürchtet waren. Neben den antiken Quellen haben die Ikonographie und auch archäologische Funde in Südrussland, der Ukraine und Asien, einige wichtige neue Erkenntnisse über diese schweren Kavalleristen erbracht.

### Offensivwaffen

#### Lanzen und Speere

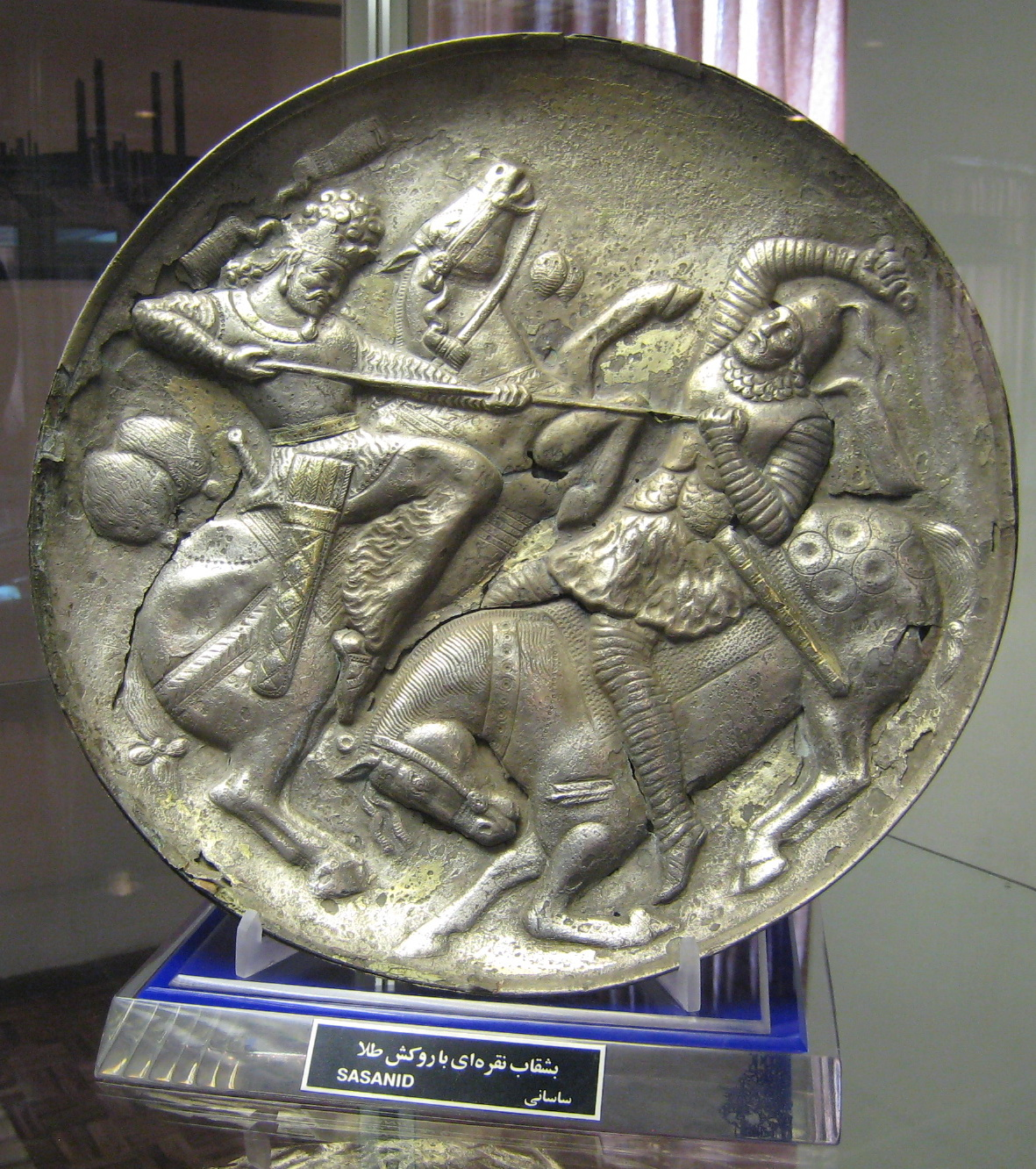
Silberplatten-Relief aus der Sassaniden-Ära zeigt eine Kontos im Einsatz.

Die Hauptwaffe der Panzerreiter (sowohl der Catafractarii und Clibanarii) war der Contus Sarmaticus, eine Lanze mit einer Länge von 4 bis 4,5 m. Sie wird von Servius als mit langem Schaft und kurzer Eisenspitze versehen, beschrieben. In der Argonautica von Valerius Flaccus und in Statius’ Achilleides finden wir ebenfalls Hinweise auf den Contus. Dieser Speer wurde bei Attacken mit beiden Händen geführt (Kataphrakte waren nicht immer mit Schilden ausgestattet) und entlang der Pferdeflanke ausgerichtet. Heliodorus zufolge wurde der Contus – zumindest von den persischen Kavalleristen – auch am Hals oder Kruppe des Pferdes befestigt. Er ist auch auf Graffiti und Fresken in Dura Europos dargestellt, manchmal war er auch mit bunten Bändern geschmückt. Die Fragmente eines Speerschafts aus Dura lassen annehmen, dass sie einst rot lackiert waren. Spätere Quellen (z. B. die Notitia Dignitatum) zeigen in verschiedenen Farben lackierte Exemplare. Im britannischen Kastell von Piercebridge (Morbio) wurden vier Speerspitzen gefunden, von denen eine – mit 14,5 cm langer, schmaler und blattförmiger Klinge – eine solche Reiterlanze gewesen sein könnte.

#### Keulen und Äxte
Arrian erwähnt, dass die bevorzugten Waffen der römischen Kavallerie die Streitaxt sowie Schwert und Speer sind, aber:

„…[sie] verwenden auch Streitkolben mit kreisförmig angeordneten Stacheln…“

Ein antiker Streitkolbenkopf der heute im Nationalmuseum in Damaskus aufbewahrt wird, hat einen Durchmesser von 8,2 cm und eine Länge von 6,5 cm. Weitere Beispiele aus dem 3. Jahrhundert sind aus Mauretanien und in den Sammlungen des Pariser Louvre (aus Mesopotamien) und des Boston Museum of Fine Art bekannt. Arabische Chronisten berichten, dass auch die schwere persische Kavallerie mit solchen Waffen ausgerüstet war, was annehmen lässt, dass wohl auch die Römer entweder ein parthisches oder sassanidisches Modell übernommen hatten. Die Notitia Dignitatum wiederum zeigt Streitäxte als Ausrüstung der kaiserlichen Gardekavallerie. Diese Darstellungen konnten durch Funde aus Konstantinopel ergänzt werden; zwei von ihnen wurde bei den Ausgrabungen im großen Kaiserpalast ausgegraben. Eine hatte eine verzierte Klinge, die andere trug eine Inschrift.

#### Schwerter

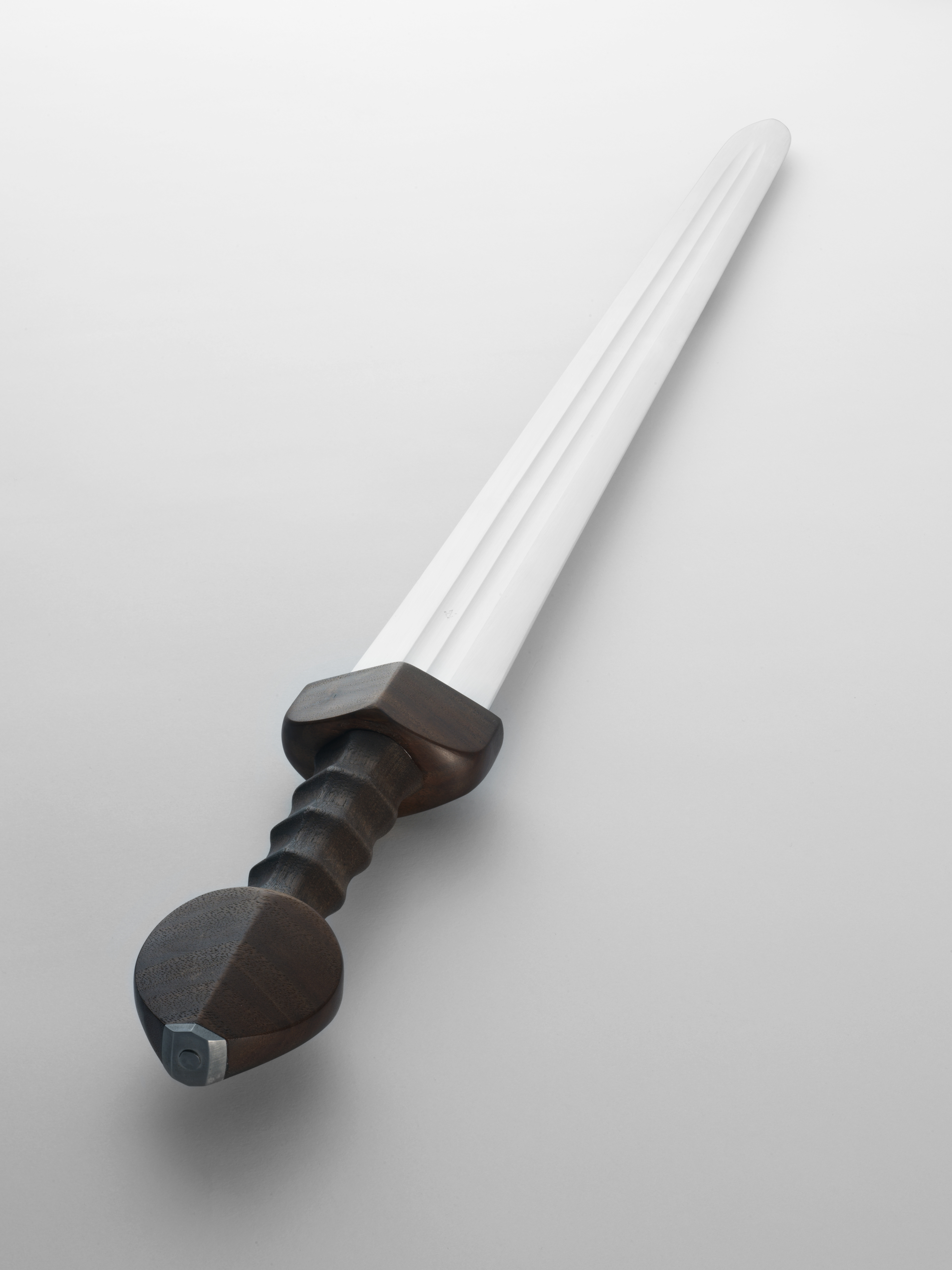
Replik einer römischen Reiterspatha

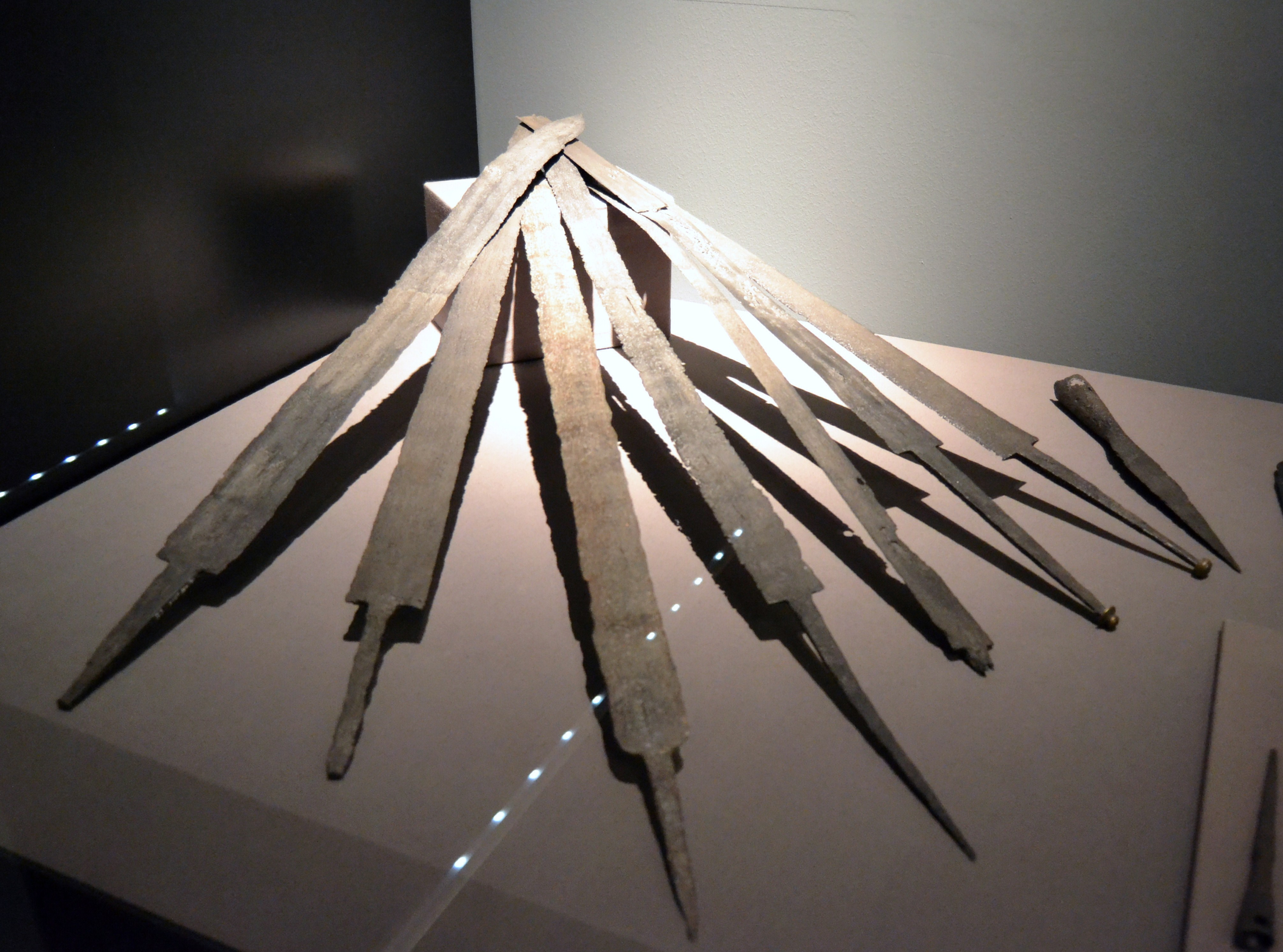
Römische Schwertklingen

Es ist seit langem bekannt, dass in den römischen Provinzen Mitteleuropas auch sarmatische Langschwerter verwendet wurden. Im Grab des thrakischen Panzerreiters von Chatalka wurde sogar ein Schwert chinesischen Ursprunges gefunden. Kataphrakte trugen ihre Schwerter auf der linken Seite und benutzten sie als Sekundärwaffe, wenn die Lanze nicht eingesetzt werden konnte. Die Schwerter von Chatalka zeichnen sich durch eine reichhaltige Gold- und Silberverzierung aus. Die typisch sarmatischen Tiermotive zeigen, dass sie stark von chinesischen und zentralasiatischen Traditionen beeinflusst wurden. Die Parierstange eines dieser Schwerter ist mit Pantherdarstellungen verziert, die andere mit Efeuzweigen. Diese Schwerter im sarmatischen Stil sind ungefähr 90 cm lang. Der flache Goldknauf von einem davon ist mit einem sarmatischen Stammessymbol verziert worden, das auch auf den im sarmatisch-zoomorphen Stil gravierten Scheidenplatten aus Gold, vergoldeter Bronze und Silber zu sehen ist. Das reich dekorierte Mundblech, das die Schwertscheide auf der linken Seite in Querstellung hielt, ist chinesischen Ursprungs und zeugt von den unterschiedlichen Einflüssen, die die iranischen Steppenvölker sowohl von den westlichen als auch den östlichen Kulturkreisen ausgesetzt waren. Nach den Dura Europos Graffiti scheinen die Cataphractarii mit kurzen Dolchen oder Schwertern in metallbeschichteten Scheiden bewaffnet gewesen zu sein. Der Circitor Valerius Duro ist auf seinem Grabstein mit einer gebogenen Klinge dargestellt. Auf der Stele des Centenarius Klaudianus trägt einer seiner Diener ein kurzes Schwert, vielleicht eine Art Semi-Spatha oder Scramasax.

#### Bögen
Auf der Trajanssäule sind einige Sarmaten beim sog. „Parthischen Schuß“ sehr realistisch dargestellt. Es ist möglich, dass unter den Kavalleristen der neu aufgestellten thraco-sarmatischen Cataphractarii auch berittene Bogenschützen waren. Der Bogen war auch die Hauptwaffe der osrhoenischen Reiter, die von Severus Alexander angeworben wurden. Die archäologischen Beweise deuten darauf hin, dass die Römer Kompositbögen vom Yzri-Typ verwendeten. Die Sagitarii-Clibanarii in den spätrömischen Einheiten weisen auf die Notwendigkeit hin, ihre schweren Kavalleristen wie die berittenen Bogenschützen der Steppenvölker zu drillen, sodass sie in der Lage waren sowohl vom Pferderücken aus zu schießen, aber auch als Lanzenreiter eingesetzt werden zu können.

### Körper- und Gliedmaßenpanzerung

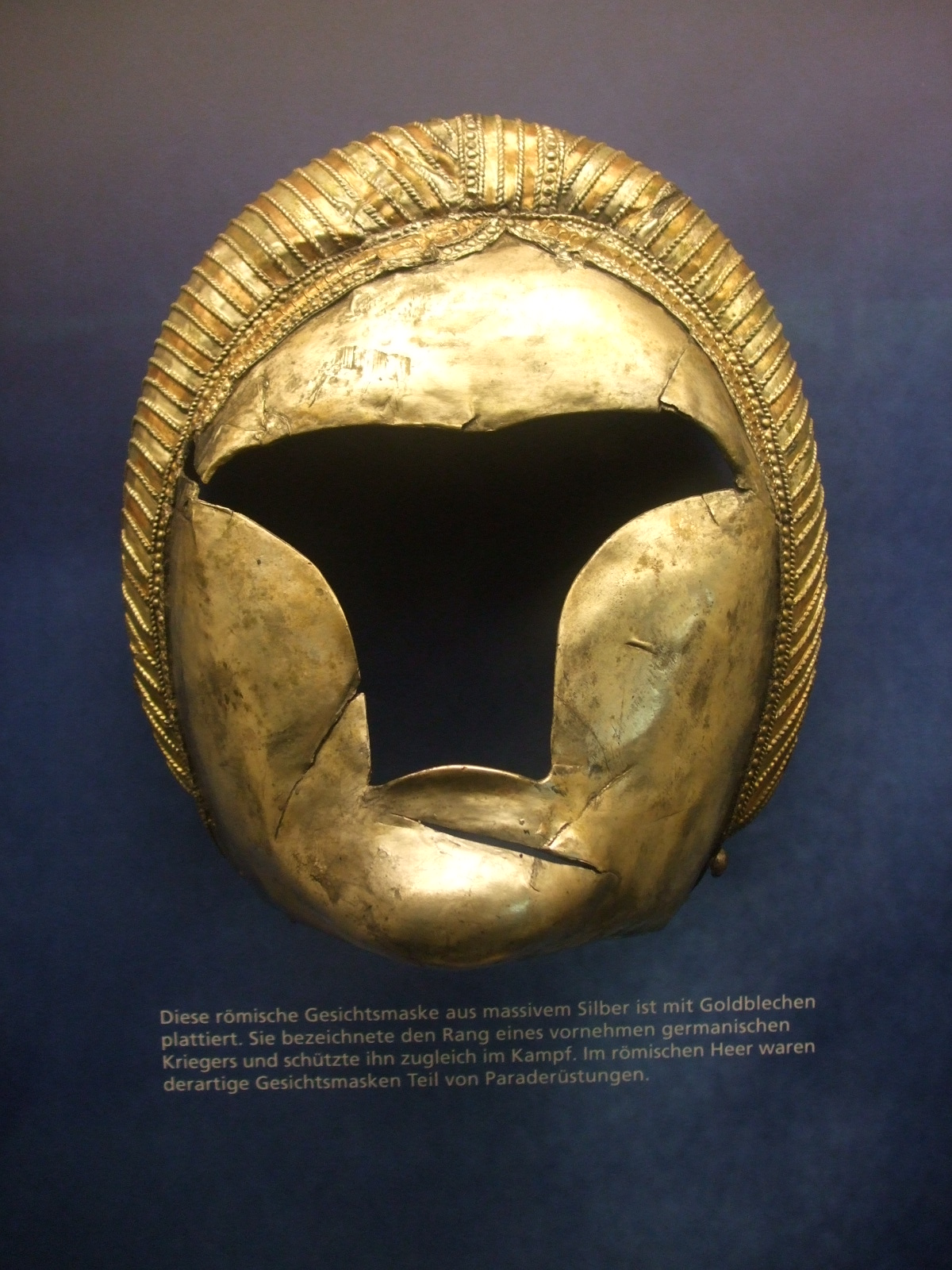
Römische Helmmaske aus dem Thorsberg Moor, 3. oder 4. Jahrhundert

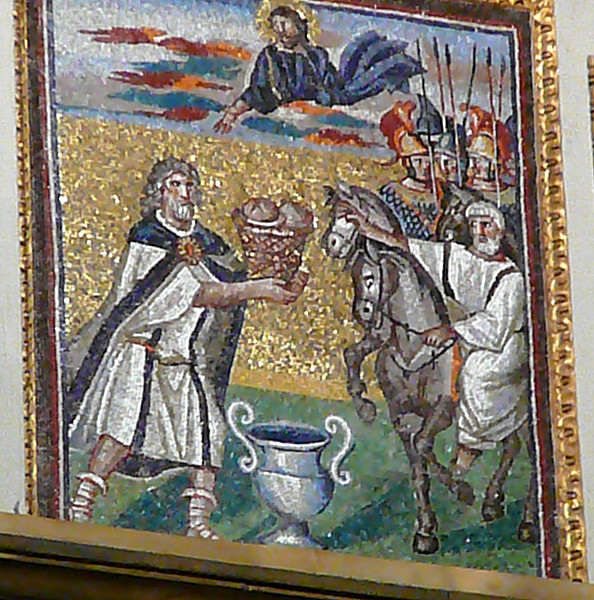
Kirche Santa Maggiore in Rom: Opfer von Brot und Wein des Melchisedek, im Hintergrund sind Panzerreiter abgebildet

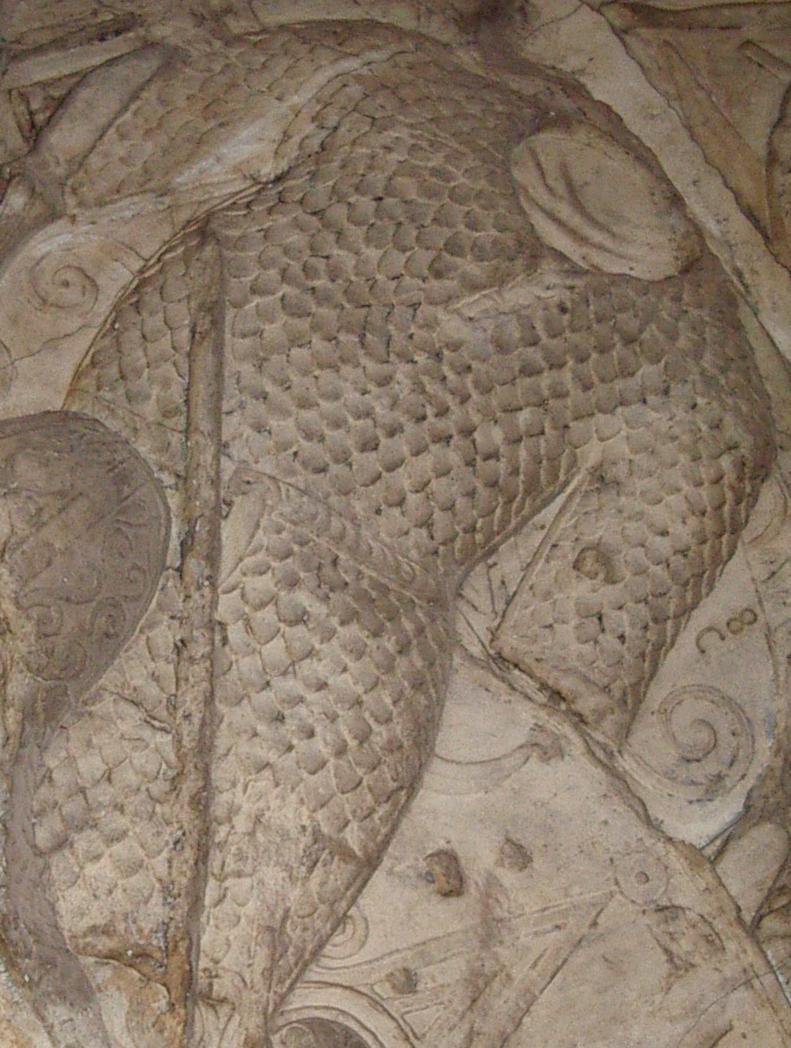
Schuppenpanzer, dargestellt auf der Trajanssäule

#### Helme
Die auf der Trajanssäule dargestellten sarmatischen Kataphrakten tragen konische Helme mit aufgenieteten Eisenbändern als Verstärkung. Ähnliche Exemplare sind auf bosporanischen Grabfresken des 1. und 2. Jahrhunderts zu sehen. Sie sind auch häufiger auf Grabsteinen abgebildet als hellenistische Helme. Die Ähnlichkeit zwischen der glockenförmigen Kalotte mit durch Nieten befestigte Silberapplikationen und dem parthischen Helm auf einem Fresko des 1. Jahrhunderts in Kuh-i-Chodscha ist unverkennbar. Diese sarmatischen Helme dienten als Vorbild für die nachfolgenden Spangenhelme, die besonders zur Zeit der Völkerwanderungen im 4. und 5. Jahrhundert weit verbreitet waren. Eines der ersten Exemplare iranischer Helme in einer römischen Waffenkammer gehörte wahrscheinlich einem schweren Kavalleristen, der an der Rheingrenze eingesetzt wurde. Es handelt sich um einen Helm des 3. und 4. Jahrhunderts, dessen Gesichtsmaske aus dem Thorsberger Moor geborgen wurde und heute in Schleswig-Holstein aufbewahrt wird. Seine Dekorationen könnten aber auch aus dem frühen 4. Jahrhundert stammen. Die Reitermaske wurde (zusammen mit einer Kappe aus Metallbändern) in einem Moor bei Süderbrarup gefunden. Vermutlich ist sie eine römische Bandhelmmaske aus dem 3. Jahrhundert, die vielleicht einst von einem germanischen Adligen getragen worden war. Ausgestellt ist sie in der Nydamhalle des Schloßmuseums Gottorf. Maske und Kappe gehörten ursprünglich nicht zusammen. Das eine Teil ist die Gesichtsmaske aus getriebenem, zum Teil vergoldetem Silber und das andere ein kalottenartiges Gerüst, das aus einem Ringband mit darüberliegenden, wesentlich schmäleren Bändern aufgebaut ist, die sich von der Stirn zum Nacken wölben und die Zwischenräume netzartig füllen. Sie saß wohl auf einer Art Ledermütze auf, wie sie aus der Nordischen Bronzezeit (1800 bis 530 v. Chr.) bekannt sind.
Konische Helme wurden während der parthisch-sarmatischen Kriege in der römische Armee eingeführt. Auf dem Galeriusbogen (304–311) sind schwer gepanzerte römische Kavalleristen zu sehen, die mit quasi-konisch und segmentierten Helmen ausgestattet sind. An der Wende vom 4. zum 5. Jahrhundert, scheint der Spangenhelm in Europa schon weit verbreitet gewesen zu sein und wurde infolgedessen von der Mehrheit der römischen Kavalleristen verwendet. Die von römischen Kataphrakten in der Zeit des 3.–5. Jahrhunderts getragenen Helme bestanden entweder aus Metallsegmenten, die an der Spitze miteinander verbunden waren, oder waren als zweiteilige Kammhelme ausgeführt, wie der des persischen Soldaten, dessen Skelett man in einem eingestürzten Belagerungstunnel in Dura Europos gefunden hat. Die Spitze war entweder mit eingeführten Kämmen, Federn oder mit Bändern verziert. Der Clibanarius des späten 2. oder frühen 3. Jahrhunderts, dargestellt auf einem Graffito in Dura Europos, trägt einen sehr hohen, konischen Helm, zusammengesetzt aus kleinen Platten, vergleichbar mit parthischen Typen, die auch von den Sarmaten verwendet wurden. Dieser Helmtyp für die überschwere Kavallerie des 5. Jahrhunderts wird auch durch einen Text des babylonischen Talmud bestätigt.

##### Maskenhelme
Dieser Helm stand in der Tradition der persischen Kataphrakte, die entweder mit einer Gesichtsmaske mit menschlichen Zügen oder einem Gesichtsschutz aus Schuppen oder Kettengeflecht getragen wurden. Frühformen solcher Maskenhelme aus früheren Jahrhunderten wurden sowohl im Westen als auch im Osten gefunden. Zu den Chatalka-Funden gehört ein Bronze-Kranos mit Maske (griech. Αμτορςοξοραη), der die griechisch-römische Tradition widerspiegelt und mit einer goldenen Lorbeerkrone verziert war, die im selben Grab gefunden und auch mit einem langen Rosshaarbusch ausgestattet war. Ammianus Marcellinus und Heliodor beschreiben sassanidische und römische Kataphrakte und Clibanarii (3. bis 4. Jahrhundert) und erwähnen dabei auch Maskenhelme. Wie auch immer beweisen die zahlreichen und weit verbreiteten Funde römischer Helmmasken nicht, dass alle oder sogar eine große Anzahl von Kataphrakten mit Masken ausgestattet waren, die an konischen Helmen oder traditionelleren römischen Kavallerietypen angebracht waren. Die von Offizieren und Standartenträgern scheinen eher damit versehen worden zu sein.
Der Altar von Prutting aus dem frühen 4. Jahrhundert zeigt einen Helm im Heddernheim-Stil mit hohem Kamm, Federn und Maske, der von einem Kavallerieoffizier getragen wird. In Sisak (Siscia), Provinz Pannonien, wurde ein römischer Maskenhelm gefunden, der wahrscheinlich ebenfalls aus dem 4. Jahrhundert stammt. Für die spätere Zeit zeigen Freshfields Abzeichnungen der Säule von Arcadius und Theodosius (395–403) in Istanbul Maskenhelme ähnlich dem Sisak-Exemplar für die überschweren Kavalleristen der kaiserlichen Garde in Konstantinopel. Die Mosaike in der Kirche Santa Maria Maggiore in Rom, zeigen schwere Kavalleristen mit Maskenhelmen und Protomen, ähnlich einigen Exemplaren aus dem 3. Jahrhundert. Offene Exemplare wurden möglicherweise ebenfalls verwendet. Die in den Katakomben von Dino Compagni (Via Latina) abgebildeten schweren Kavalleristen stammen aus der Zeit von Constantius II. bzw. Julian Apostatas und tragen noch die alten Arten von Maskenhelmen mit Adlerprotomen vom Typ Heddernheim oder Vechten. Eine typische Art von Maskenhelm für Kataphrakte der späten Kaiserzeit könnte eine weniger aufwendig dekorierte Version des berühmten Sutton-Hoo-Fundes gewesen sein, wie es ein Graffito aus Bulgarien darstellen könnte. Diese Möglichkeit wird von Ortwin Gamber vorgeschlagen und auch von anderen Forschern unterstützt (I. Lebedinsky, E. McGeer). Solche Helme könnten mit Dekorationselementen versehen gewesen sein; die Helmfedern der kaiserlichen Garde könnten lila gefärbt oder mit Pfauenfedern geschmückt gewesen sein.

#### Rüstungen
Die Panzerung der römischen Kataphrakte wurde anscheinend stetig weiterentwickelt und bedeckte schließlich nahezu alle Körperbereiche. Anhand des Graffiti im Turm 17 der Festungsstadt Dura Europos konnte man sich auch ein realistisches Bild von ihrem Aussehen machen, das zudem noch von Beschreibungen in den antiken Quellen unterstützt wird.
„Die Equites Cataphractarii, die sogenannten Clibanarii der Perser, wurden durch Ketten- und Schuppenpanzerung und Eisenschienen (limbi ferrei cincti) geschützt, so dass man meinen könnte, sie seien wie Statuen, die von Praxiteles gemeißelt wurden, nicht von Männern. Dünne umlaufende Platten (Lamminarium circulii), die eng an die Proportionen des Körpers angepasst waren, bedeckten ihre Gliedmaßen vollständig, so geschickt arrangiert, sodass sie sich jeder Bewegung anpassten, die ihr Träger im Kampf ausführen muß.“
Der erste archäologische Beweis für eine Kataphraktenrüstung wird wahrscheinlich durch Panzersschuppen aus Gamala im heutigen israselisch-syrischen Grenzgebiet repräsentiert, die insofern von besonderem Interesse sind, als sie vermutlich den – in den späteren Graffiti aus Dura sichtbaren – parthischen Einfluss widerspiegeln. Der Babylonische Talmud beschreibt persische schwere Kavalleristen, die in „Shiryon-Clipa“ gekleidet sind, womit wohl ziemlich sicher die Schuppenrüstungen der Kataphrakten gemeint sind. Eine der Gamalla Eisenschuppen ist konvex, oben gerade und unten kantig geschnitten. Die Verbindung zu den anderen Schuppen und der Unterkleidung erfolgte durch ein vertikales Paar Befestigungslöcher am rechten oberen Ende und ein drittes Loch in der Mitte. Die waren 5,1 cm lang und 3,5 cm breit, mit einer Konvexität von 5 mm im Profil gesehen.
Cornelius Tacitus schrieb im Jahr 35 auch über die Bewaffnung adeliger Sarmaten. Er erwähnt dabei eine Rüstung aus Metallplatten oder gehärtetem Leder, ob diese „Lederrüstung“ aus Schuppen bestand oder nur ein Korselett aus Lederbändern war, wie es an der Trajanssäule zu sehen ist, erwähnt er jedoch nicht. Die Schuppenpanzer bestanden aus einem Unterhemd, an dem Metall-, Horn-, Knochen- oder Rohlederschuppen – sich überlappend – aufgenäht waren. Sie waren dadurch flexibel genug, um seinem Träger im Kampf ausreichend Bewegungsfreiheit zu ermöglichen. Die meisten der sarmatischen Körperpanzerungen, die in den antiken Bildquellen dargestellt werden, sind Schuppenhemden, die Ellbogen und Knie bedecken. Die auf der Trajanssäule abgebildeten Sarmatenkataphrakte tragen jedoch Schuppenpanzer die über die gesamte Länge der Arme und Beine reichen. Vielleicht war dies auch die Rüstung der hier schon erwähnten Ala catafractata, bei der die Reiter und Pferde in Lorica plumata (d. h. Panzerdecken aus Metallschuppen mit Mittelrippe) eingehüllt waren, wobei nur das Gesicht, die Hände des Reiters sowie dessen Nase, die Augen und der Schweif des Pferdes ungeschützt waren.
Die sarmatischen Beuterüstungen, die wohl ziemlich realistisch auf der Trajanssäule dargestellt sind, ähneln stark jenen Schuppenpanzern, die in sarmatischen Gräbern gefunden wurden. Die roxolanischen Reiter auf der Trajansäule, die dort mit einer bis zu den Knöcheln reichenden Lorica plumata zu sehen sind, wurden oft als zu fantasievoll abgetan. Archäologen konnten solche Rüstungen für diese Zeitperiode zwar noch nicht bestätigen, aber die Reste von Exemplare die tatsächlich den ganzen Körper und die Beine bedeckt haben mussten, wurden in skythischen Hügelgräbern gefunden. D. h., die skythische Handwerkstradition könnte also durchaus von den Roxolanen weitergeführt worden sein und daher ist es gut möglich, dass ihre Kataphrakten über eine nahezu vollständige Arm- und Beinpanzerung verfügten.
Die Befestigung von Arm- und Beinschutz mit Lederriemen war im Übrigen ein sehr altes und bewährtes System, es ist bereits auf einigen iberischen Reiterausrüstungen aus der Zeit der Punischen Kriege zu erkennen. In sarmatischen Reitergräbern aus dem mittleren 1. und frühen 2. Jahrhundert wurden ebenfalls Schuppenrüstungen entdeckt, die den ganzen Körper bedecken oder am Saum von Leder- oder Kettenmiedern befestigt gewesen sein können. Auf dem Areal des Godorsky Gehöftes in Adygeia (RUS) wurden zudem in mehreren Gräbern fast komplette sarmatische Reiterrüstungen gefunden. In Grab Nr. 6 lag ein konischer Segmenthelm zusammen mit den Resten einer Nackenpanzerung aus Eisensschuppen. Der Hinweis von Valerius Flaccus auf sarmatische Kämpfer, die sich mit „Catenae“ (Kettenpanzer) bedeckten, lässt annehmen, dass deren Körperschutz aus verschiedenen Segmenten (d. h. Schuppen und Kettenpanzerung) bestand. Auch hier wurde wohl das Erbe der Skythen an die Sarmaten weitergegeben und dieses floss schließlich auch in die Ausrüstung der frühen schweren römischen Kavallerie ein. Auf einem Relieffragment aus dem englischen Chester (Deva), das aus der Zeit des Marcus Aurelius (161–180) stammt, ist eine Art Mantel mit – oder ohne – Ärmel zu sehen, der einer Rüstung auf der Trajanssäule ähnelt.
Die Wandmalereien in Dura Europos passen zu der – aus dem 4. Jahrhundert stammenden – Beschreibung der Panzerreiter in Julian Apostatas Grabrede für Constantius II., die da lautet:

„Eure Reiter waren an Zahl fast unbegrenzt und sie saßen wie Statuen auf ihren Pferden, während ihre Gliedmaßen mit eng anliegenden Rüstungen bedeckt waren. Sie schützte die Arme vom Handgelenk bis zum Ellbogen und schließt an die Schultern an, während eine plattierte Rüstung Brust, Rücken und Schultern schützt, nicht einmal an den Beinen und deren Enden fehlt diese Rüstung, sie ist am Kürass als eine feine Kettenrüstung wie ein Netz befestigt, so dass kein Körperteil sichtbar und entblößt wird, denn wie eine gewebte Hülle umfasst sie auch die Hände und ist so beweglich, dass der Träger sogar seine Finger beugen kann.“

Nazarius beschreibt Kataphrakte der oströmischen Armee zu Beginn des 5. Jahrhunderts, operti ferro exercitus („… ein mit Eisen bedecktes Heer …“). Die Rüstungen dieser schweren Kavalleristen könnten versilbert und vergoldet gewesen sein, was Reitern und Pferden ein eindrucksvolles Aussehen verliehen haben muss. Claudianus beschreibt Panzerreiter – wahrscheinlich – von den Scholae Palatinae folgendermaßen:

„Den gegenüber versuchen die Reiter ihre ungestümen Rösser durch Straffen der Zügel zu bändigen. Hier nicken die wild wehenden Federbüsche, deren Träger sich freuen, die blitzenden Farben ihrer Schulterpanzerung zu zeigen. Eisen kleidet sie und gibt ihnen ihre Form; die Gliedmaßen im Inneren beleben die kunstvoll zusammengefügten, geschmeidigen Schuppen der Rüstung und lassen den Betrachter erschauern.“

Laut Claudianus waren die Rüstungen der kaiserlichen Garde an den Schultern mit roten Bändern verziert (per armos rubra sub aurato crispentur serica dorso). Die Verwendung von Muskelpanzern durch die Clibanarii war auch bei sassanidischen Eliteeinheiten üblich, daher ist es nicht verwunderlich, dass dieses Element der griechisch-römischen Militärtradition auch von der schweren römischen Kavallerie verwendet wurde. Er wurde wohl von den Offizieren getragen, wie sie auf einem bronzenen Gürtelbeschlag aus Trecenta und den Fresken in den Katakomben der Via Latina dargestellt sind. Er könnte auch nur von hochrangigen Offizieren der Kaisergarde angelegt worden sein, wie Bildfragmente und die Reliefs der Arkadius- und Theodosius-Säule und die Illustrationen in der Notitia Dignitatum bestätigen. Obwohl die Kopien dieses Dokuments erst im Mittelalter und noch später angefertigt wurden, vermitteln die Abbildungen eine recht gute Vorstellung über das Aussehen der Ausrüstung der schweren kaiserlichen Gardekavalleristen, insbesondere die der Scholae Palatinae. Neben deren Schilden werden Waffen und Rüstungen dargestellt, darunter Brustplatten, Armschützer, Oberschenkel- und Beinschützer sowie Helme und lange Lanzen. Abgebildet wird auch ein Panzerhemd das Brust und Hüfte bedeckte, mit einem dreieckigen Ausschnitt an der Vorderseite um das Sitzen auf dem Pferd zu ermöglichen. Andere Kataphrakte könnten vom Kopf bis zu den Füßen von einem Kettenpanzer bedeckt gewesen sein, ähnlich der normannischen Reiter Wilhelms des Eroberers auf dem mittelalterlichen Teppich von Bayeux. Nach Sidonius Apollinaris belastete der spätere Kaiser Anthemius (467–472) sein Pferd „…cum pondere conti indutas chalybum […] catenas …“, übersetzt: „… mit seinem und dem ganzen Gewicht des Kettenpanzers und einer schweren Lanze“.
Einige der schweren Kavalleristen, die in den Katakomben der Via Latina abgebildet sind, schützen sich mit Schuppenpanzern die anscheinend über einem Lederwams getragen werden. Das Aussehen der Schuppenpanzer des 4. und 5. Jahrhunderts werden weiters durch Grabsteinreliefs (Grabsteine des Maxantius, Klaudianus, Ingenuus) und Mosaiken in der Kirche Santa Maria Maggiore bestätigt. Man kennt auch Sidonius Beschreibung des späteren Kaisers Majorian (457–461), als er noch im Stab des westlichen Regenten und Heermeisters, Flavius Aëtius, diente. Während einer Schlacht gegen die Franken soll er einen Helm und einen Schuppenpanzer getragen haben. Sidonius berichtet auch vom Westkaiser Avitus (455–456) der:

„…einen Schuppenpanzer (squameus) trägt, sein Gesicht zeigt noch immer die Druckmahle seines schimmernden Helms…“

Aufschlussreich ist auch Sidonius Beschreibung eines spätrömischen Magister militum, der sich für den Kampf rüstet:

„Sie bringen ihm seine Rüstung, noch immer triefend vor Blut, seine Lanze, abgestumpft von den Wunden, die er den Barbaren zugefügt hat und sein Schwert, durch das ständige Hauen und Stechen eingekerbt. Er umgürtet seine Beine mit Schienen und setzt sich seinen glänzenden Helm auf den Kopf, auf dem sich ein goldener Kamm erhebt der einen gleißenen Blitz aus dem Himmel einzufangen scheint.“

Sidonius hatte den „…bluttriefenden Kürass…“ schon einige Passagen vorher erwähnt und zwar als Lorica squamata. Alle Imperatoren und hohen Offiziere trugen – laut Sidonius – im Kampf eine schwere Rüstung; hierbei sind insbesondere in diesem Zusammenhang seine Hinweise auf eine Lanze und Beinschienen bemerkenswert.

##### Archäologische Funde
Für das 3. Jahrhundert stammen die wichtigsten bildlichen und archäologischen Zeugnisse aus Dura Europos, einer heftig umkämpften Festungsstadt am Ostufer des Euphrat, die mehrmals in ihrer Geschichte zwischen den Parthern und Römern hin und her wechselte und 257 schließlich von den Sassaniden eingenommen und dabei größtenteils zerstört wurde. Ein Fresko in Haus F stellt eine Schlacht zwischen Sassaniden und Römern dar, zwei der Protagonisten sind gepanzerte Reiter. Sie (und der leichte Reiter neben ihnen) waren vielleicht Angehörige einer palmyrenischen Einheit. Einer der Panzerreiter schützte seine Beine vollständig mit Eisenschienen und trug vermutlich dazu weiche Lederstiefel. Der übrige Körper war durch eine Kombination aus Lamellen- und Schuppenpanzerung (Unterseite) geschützt. Sein am Boden liegender Helm ähnelt dem persischen Exemplar, das im sassanidischen Belagerungsstollen unter Turm 19 gefunden wurde.
Eine mit Heliodors Text ungefähr zusammenpassende bildliche Darstellung eines parthisch-persischen (oder römischen?) Clibanarius findet man auf einer Ritzzeichnung in Dura (Turm 17). Dieses und ein weiteres Graffiti aus Hatra zeigt eine Mischung aus Segmentpanzer, Schuppen- und/oder Kettenpanzer. Während die horizontal geschobenen, die Extremitäten reifenartig umfassenden Schienen den üblichen manica (Arm- und Beinschutz) entsprechen, wie man sie auch von anderen Abbildungen kennen, ist die Anordnung von zwei Reihen vertikal aneinandergefügter langer Schienen rund um den Rumpf von der Taille bis zum unteren Teil der Brust eher untypisch. Sie ähnelt einem Mix aus Plattengürtel mit Panzerhemd, die es bei den östlichen Panzertypen bis weit in die Neuzeit hinein gegeben hat. Der Armschutz ähnelt zudem dem klassischen römischen Schienenpanzer, er muss daher mindestens aus dem frühen 2. Jahrhundert n. Chr. stammen (siehe hierzu auch ein Relief im Pergamonmuseum, Berlin). Man hat hierzu auch Parallelen zu ähnlichen Panzern aus Indien gezogen, in denen sich die parthische Art der Clibanarierrüstung bis ins 19. Jahrhundert bewahrt hat. Ortwin Gamber hält ihn für ein Gemisch aus iranischer, altpersischer und griechischer Waffentechnik.
Der griechische Begriff für diese Circuli laminarium wurde auch dazu verwendet, um den Aufbau einer Clibanarier-Rüstung zu beschreiben. Die Brust war entweder nur mit einer Schuppenpanzerung oder Metallplatten, kombiniert mit Schuppen bedeckt; die Armeen des Nahen Osten verwendeten schon lange vor der römischen Herrschaft solche Verbundrüstungen. Die unteren Extremitäten wurden ebenfalls mit Schuppen- oder Kettenpanzer (Caternae ferratae) geschützt, auch die Beine und Füße wurden wie die Arme mit flexibler Panzerung bedeckt (Laminitis tectae limbi ferrei). Suidas (Suidas-Lexikon, Sub vox klibanarios), schreibt, dass die einzelnen Bestandteile der Rüstung durch Klammern (peratai) zusammengehalten wurden, Vegetius nennt sie Cataphracta.
Ein spätrömischer Kettenpanzer des 3. und 4. Jahrhunderts n. Chr. vielleicht einst von einem schweren Kavalleristen getragen, wurde aus einem Moor bei Thorsberg geborgen. Dieses hüftlange Kettenhemd mit langen Ärmeln besteht aus vertikalen Reihen massiver Eisenringe mit abgeflachten und vernieteten Enden, wie sie auch bei den Ringelpanzern aus Vimose zu sehen sind. Das an der Brust mit Klammern geschlossene Thorsberg-Exemplar ist an den Schulterblättern und Achseln mit Kupferringen versehen (mit eingeprägten Glückssymbolen). Auffallend ist auch, dass es zusätzlich mit zwei gewalzten runden Brustscheiben aus Kupfer bestückt ist. Sie dienten sowohl dekorativen als auch defensiven Zwecken und haben einen Durchmesser von 13,2 cm. Sie erinnern auch ein wenig an die kunstvoller ausgeführten Phalerae. Die Platten sind auch nicht rundherum fest am Kettenhemd befestigt, sondern nur vernietet. Die von den Römern verwendeten – kurzen – Kettenhemden wurden ab dem 4. Jahrhundert nach dem Vorbild der Sassaniden erheblich verlängert. Schienenpanzerhandschuhe tauchten bereits im 3. Jahrhundert in der römischen Armee auf. Sie waren persischer Herkunft und typisch für die eurasischen Reitervölker.
Für Kavalleristen war besonders der Schutz der sehr exponierten Oberschenkel wichtig. Ein sehr seltenes frühes Exemplar wurde in Gamala gefunden und konnte auf das erste Jahrhundert v. Chr. datiert werden. Es wird von Guy Siebel als leicht gebogen beschrieben, 30 cm lang, gepanzert mit Metallplatten von 4 bis 5 cm Breite und 2 bis 3 mm Dicke. Die Lederstreifen auf der Rückseite waren mit Nieten an den Eisenplatten befestigt. Im Osten waren solche Beinschutzutensilien offenbar seit spätrömischer Zeit im Einsatz. In der Nekropole von Dura Europos wurde das untere Ende eines solchen Oberschenkelschutzes gefunden, der mit eisernen Lamellen gepanzert war. Aus Turm 19 konnten außerdem zwei lederne Exemplare geborgen werden. Diese Art von Schutzausrüstung wird auch durch Beschreibungen und Darstellungen in der zeitgenössischen Literatur und Ikonographie bestätigt (Fresken in Dura).

#### Feldzeichen

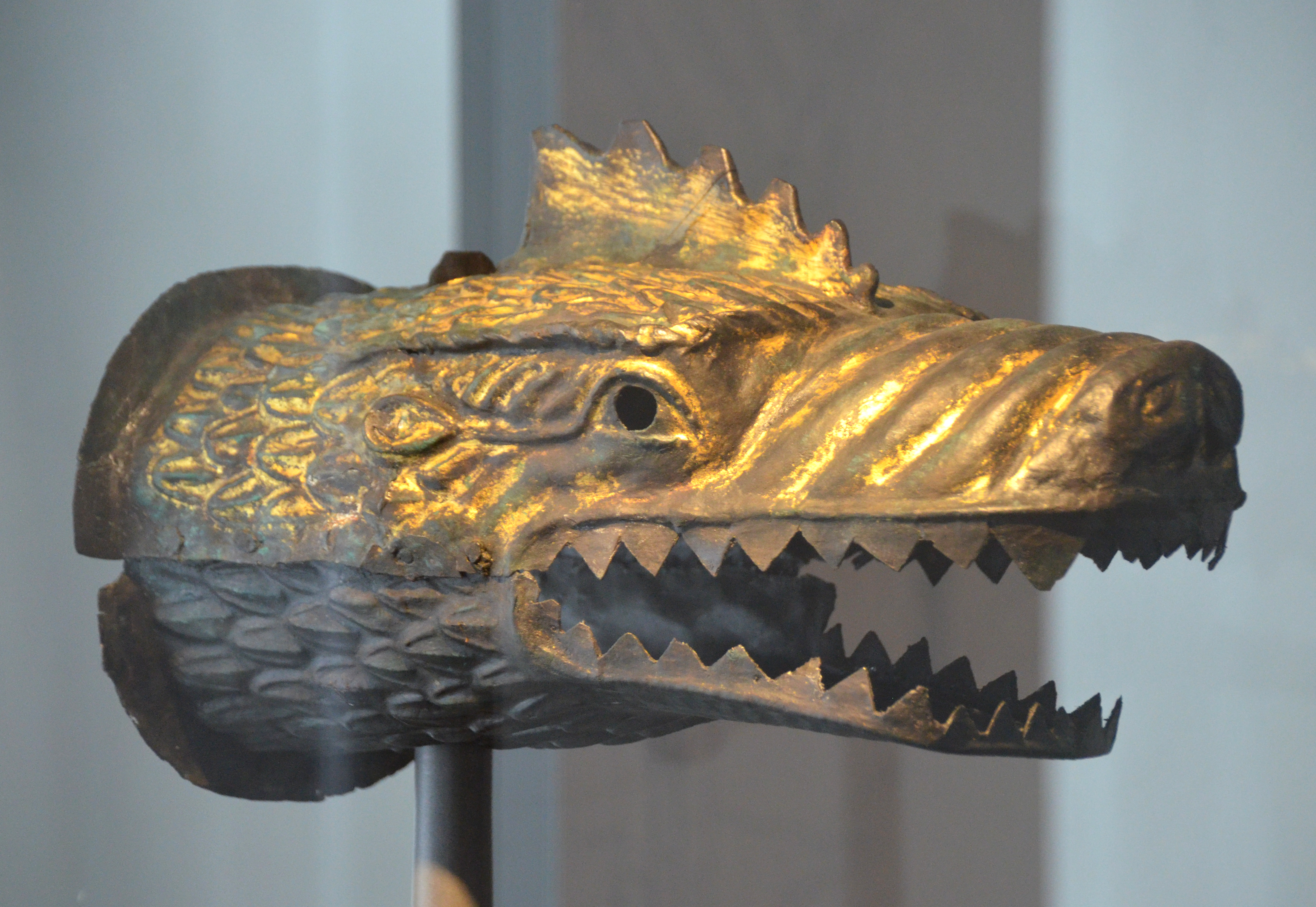
Aufsatz einer Drachenstandarte aus Niederbieber (Landesmuseum Koblenz)

Der Feldzeichenträger einer Kataphrakten-Einheit führte meist eine Draco-Standarte mit sich und wurde daher Draconarius genannt. Auch diese Standarte mit einem oder mehreren Bändern wurde von sarmatischen Reitervölkern übernommen.
Das bevorzugte Feldzeichen der gepanzerten Einheiten war offensichtlich der Draco, wie die zeitgenössische Ikonographie bezeugt und auch zahlreiche schriftliche Quellen bestätigen. Bevor Rom schwere Kavalleristen bei seinen Nachbarvölkern anwarb, waren ähnliche Standarten bei den Saka-, Kushan-, parthischen und iranisch-sarmatischen Kataphrakten schon lange in Gebrauch. Ihre Übernahme in die römische Armee wurde erstmals in Schriftquellen, die während der Herrschaft Hadrians aufgezeichnet wurden, erwähnt. Laut diesen wurden sie von römischen Kavalleristen zunächst für ihre Reiterspiele verwendet (hippica gymnasia). Es ist offensichtlich, dass ihr Aufkommen auf die zahlreichen Kontakte der Römer mit der iranischsprachigen Welt zurückzuführen sind. Die Köpfe der dakischen oder sarmatischen Exemplare, die auf der Trajanssäule abgebildet sind, scheinen hingegen eher an Caniden zu erinnern, man nimmt daher an, dass sie sich erst in der römischen Armee zu Drachen wandelten. Es wäre damit wohl eine beabsichtigte Abgrenzung zu jenen Exemplaren, die bei den Persern verwendet wurden.
Der Draco besteht aus einem offenen zylindrischen Metallkörper, dessen vorderes Endstück als Drachenkopf gestaltet ist. Am hinteren Ende wurde ein langer Luftsack aus leichtem, gefärbten Stoff befestigt, der sich bei Gegenwind aufbläht. Der bislang einzige vollständig erhaltene Drachenkopf einer römischen Standarte wurde im Kastell Niederbieber gefunden. Er besteht aus versilbertem und zum Teil auch vergoldetem Kupferblech. Ammianus Marcellinus beschreibt eine Szene, in der Constantius II. von mit Purpurfäden durchwirkten Drachenstandarten umgeben ist, die auf vergoldeten und mit Edelsteinen (wahrscheinlich aber nur Steine aus Glas) dekorierten Lanzenspitzen stecken. Deren Windsäcke seien mit kostbarer Seide überzogen und Cataphracti equites begleiten zwischen den Reihen der Cornuti (Auxilia palatina) den Festzug. Wurden die Drachenköpfe in den Wind gehalten, sollen sie, nach antiken Berichten, auch zischende Geräusche von sich gegeben haben. Diese Geräusche könnten durch metallene Lamellen oder Drähte innerhalb des Drachenmauls hervorgerufen worden sein und sollten den Feind einschüchtern.
Auf den stark verwitterten Reliefs des Galeriusbogens (datiert 298 bis 299) sind schwere Kavalleristen zu sehen, die die Perser angreifen und dabei eindeutig Drachenstandarten in den Händen halten. Der Triumphbogen sollte an seine siegreichen Feldzüge erinnern, die er führte, bevor Galerius 304 zum Kaiser des Ostens aufstieg. Sehr exakt werden solche Feldzeichen auch vom Chronisten Ammianus Marcellinus anlässlich von Konstantins Triumphzug durch die Straßen von Rom im Jahr 357 beschrieben. Die Teilnahme auch von Kataphrakten könnte bedeuten, dass der Draco die offizielle Standarte solcher Einheiten oder zumindest der imperialen Palastgarde gewesen ist.
In seiner Beschreibung der östlichen Kataphrakten spricht Claudianus von „bunten Drachen“ (Varii dracones). Auch im Westen seien bei einem Triumphzug des Honorius farbige Drachen von Kataphrakten getragen worden. Er erwähnt dabei auch das – angeblich furchteinflößende – Geräusch des Windes, wenn er durch den Kopf einer solchen Drachenstandarte streicht. Auch die Ikonographie des 4. und 5. Jahrhunderts unterstützt ihre Assoziation mit schwerer Kavallerie. In den Fresken der Kharga-Oase in Al-Bagawat, Ägypten (5. Jahrhundert), sind Drachenstandarten in den Händen von Panzerreitern abgebildet, möglicherweise Angehörige einer der „Katafraktarioi“ Einheiten, die damals im römischen Ägypten stationiert waren.

#### Untergewand

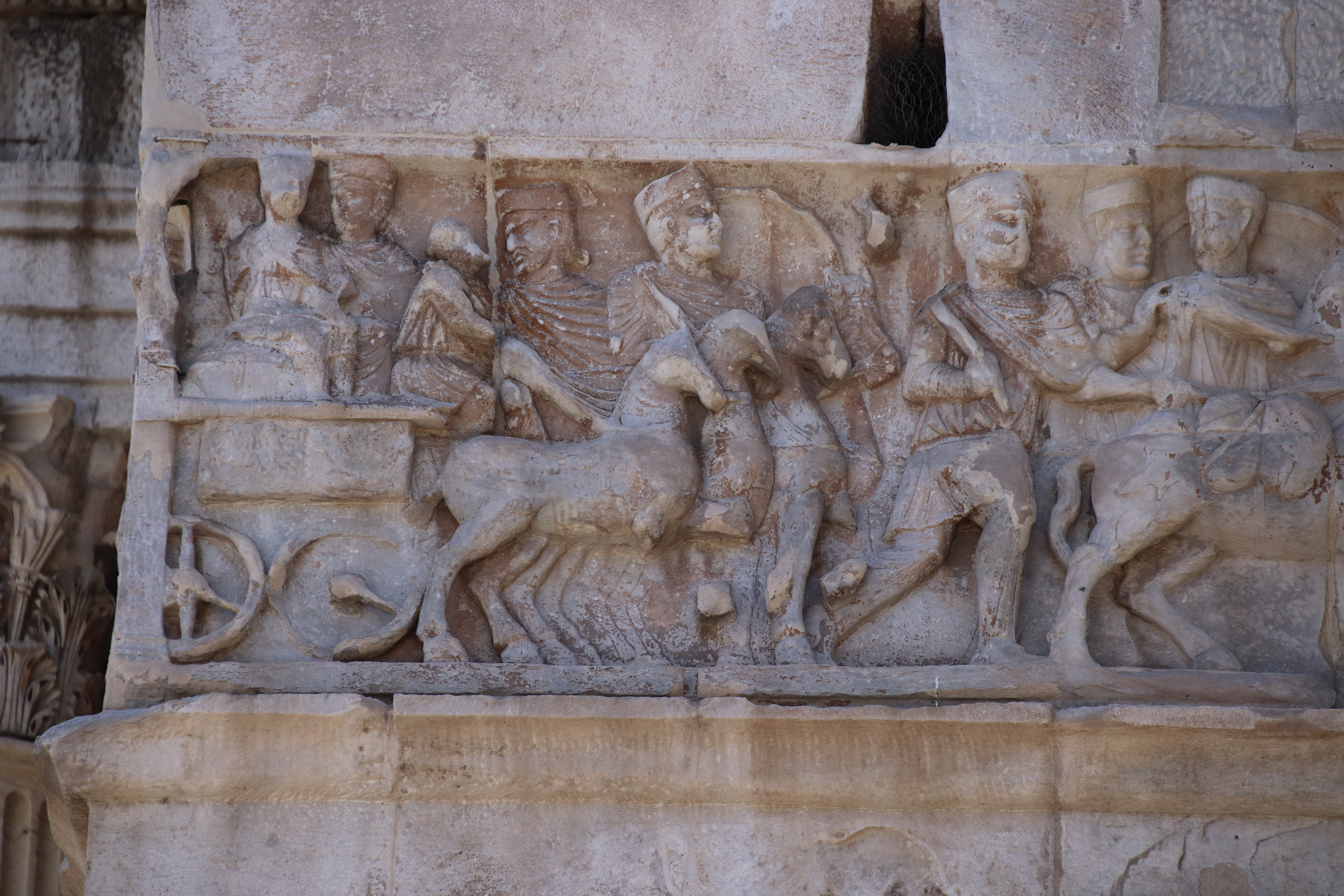
Soldaten mit Pileus Pannonicus, dargestellt auf dem Konstantinsbogen (Rom)

Unter ihren Rüstungen waren die Panzerreiter genauso gekleidet wie die anderen Kavalleristen ihrer Zeit. Besonders die runden Fell- oder Filzmützen Pileus Pannonicus dürften als Kopfbedeckung für den Normaldienst weit verbreitet gewesen sein. Dargestellt sind sie u. a. auch auf den Grabsteinen der beiden Soldaten Zurdigenus und Fuscianus, die auf den Zeitraum zwischen dem 3. und 4. Jahrhundert datiert werden. Die Tunika der Kavalleristen war normalerweise kurz geschnitten, langärmelig und wurde an der Taille von einem Gürtel, dem Cingulum militare, geschnürt. Fresken und Mosaike der späten Kaiserzeit zeigen die Tuniken schwerer Kavalleristen in stumpfem Weiß, Grün und Hellblau, oft verziert mit aufgestickten Applikationen, die besonders an den Handgelenken sichtbar sind. Ihre Paludamenta- und Sagica-Mäntel sind in Rotorange, Mittelbraun, Hellviolett oder Hellblau gehalten. Die Beinkleider, Anaxyrida oder auch Bracae, sind, soweit sichtbar, ebenfalls im stumpfen Weiß dargestellt.

## Pferdepanzerungen

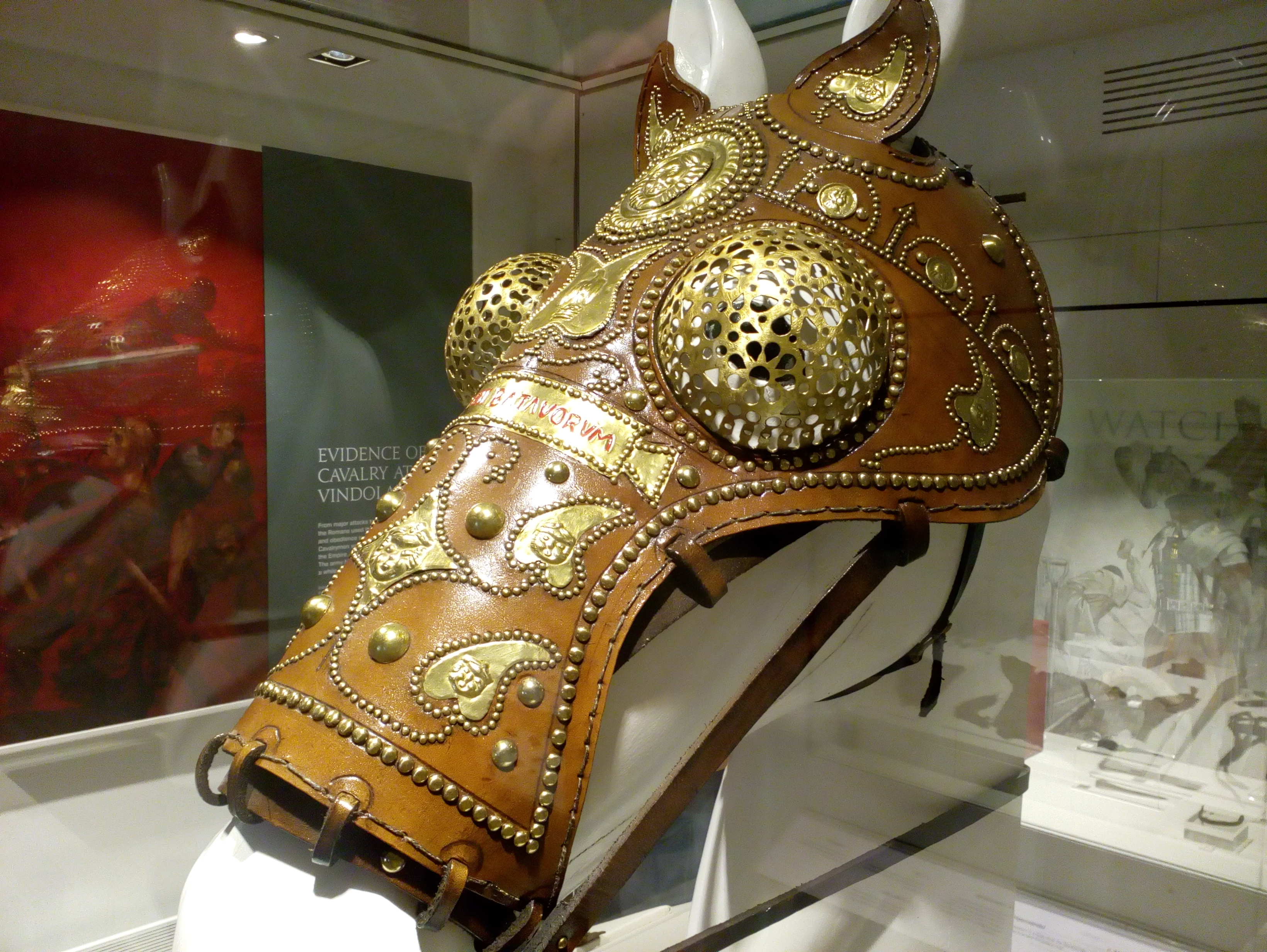
Rekonstruktion einer römischen Rossstirne (Vindolanda-Museum)

Die Praxis Pferde zu panzern ist sehr alt. Schon im 2. Jahrtausend v. Chr. wurden die im Kampf besonders exponierten Zugtiere der Streitwagen mit derartigen Schutzdecken versehen. In den Armeen der Diadochen gab es Lamellenpanzer zumindest für den vor dem Sattel gelegenen Teil des Pferderumpfes. Das aus dem 3. Jahrhundert n. Chr. stammende, schon erwähnte Graffito aus Dura-Europos, das einen Kataphrakten auf einem gepanzerten Pferd zeigt, gilt allgemein als Abbildung eines parthischen bzw. persischen Reiters, es könnte sich aber durchaus auch um einen Römer handeln, zumal in Dura-Europos auch zwei hervorragend erhaltene römische Schutzdecken gefunden wurden (s. u.). Ganz ähnlich sahen wohl die von Nazarius beschriebenen Panzerreiter des Maxentius in der Schlacht von Turin 312 n. Chr. aus:

„Welch ein schrecklicher, furchteinflößender Anblick! Die Pferde wie die Reiter in gleicher Weise mit einer Eisenhülle bedeckt! Clibanarier nennt man sie im Heer.“

Der Text ist jedoch lediglich als panegyrisch zu verstehen und nicht wörtlich zu nehmen. Bei Nazarius steht dem gutgerüsteten aber tyrannischen Maxentius der gottesfürchtige Konstantin gegenüber. Wenig später nennt er auch dieselben Panzerreiter wieder Kataphrakten. Den raren Bild- und Schriftquellen steht jedoch eine beachtliche Menge von ausgegrabenen Exemplaren gegenüber. In Kurganen (Grabhügel) der Skythen fand man zahlreiche Überreste von Pferdepanzern, hier vor allem Stirnplatten. Auch griechische Rossstirnen und Brustplatten für Pferde aus Bronze haben sich aus vorrömischer Zeit in großen Mengen erhalten. Der größte Teil stammt aus Griechenland, Süditalien und Sizilien, ein weiterer Beweis dafür, dass Kavalleriekontingente in der Kriegsführung der Westgriechen eine größere Rolle spielte als im Stammland selbst. Diese Rossstirnen schützten den Kopf des Pferdes von vorn, nicht aber die Seiten und Augen. Möglich ist auch eine rein dekorative Rolle.
In der jüngeren Forschung nahm man oft an, dass erst mit Auftauchen der Clibanarii des 4. Jahrhunderts gepanzerte Pferde auch bei den Römern aufgekommen seien, doch wäre es unlogisch gewesen, eine neue Bezeichnung für eine Waffengattung zu kreieren, die es ohnehin schon lange in der römischen Armee gab. Der Irrtum kam dadurch zustande, dass man noch bis vor wenigen Jahren annahm, die auf Soldatengrabsteinen des 1. Jahrhunderts n. Chr. und auf der Trajanssäule abgebildeten Reiter trügen lederne Panzer. Im Bericht des Ammianus Marcellinus über die Schlacht bei Straßburg 357 steht, dass der Kataphrakt selbst zwar durch seinen Panzer geschützt sei, aber, wenn er im Kampfgetümmel nicht auf der Hut sei, durch einen Stich in die Seite seines Pferdes rasch zu Fall gebracht werden könne. Diese Textpassage könnte man auch so auslegen, dass der Reiter eine Rüstung trug, sein Pferd jedoch nicht. Der Einsatz von gepanzerten Reittieren durch Kavalleristen war für die Römer offenbar kein gänzlich neues Konzept. Sie wird offenbar schon bei Vergil erwähnt:

„Aber es geschah bald, dass Chlorus, einst ein Priester der Kybile, mit seinen phrygischen Waffen hervorstrahlte und ein schäumendes Ross ritt, das ein mit Federn (plumam squamis) aus Bronze und Gold verziertes Gewand trug.“

Demnach war auch der Körper des Pferdes mit einer schweren Rüstung geschützt. Vergil beschrieb hier vermutlich einen Verbündeten der Römer aus dem Osten. Der Grammatiker Maurus Servius Honoratus (4. bis 5. Jahrhundert) bemerkt in seinen Kommentaren zu dieser Passage der Aeneis, dass catafractarum bedeute, dass das Pferd gepanzert sei und fügt noch hinzu, dass die Catafractari (equites) mit Eisen (ferro muniti) bedeckt sind und dass sie ihre Pferde in ähnlicher Weise schützen (equos similiter munitos habent). In seiner Beschreibung der Clibanarii des Maxentius berichtet Nazarius im 4. Jahrhundert von:

„…eine Rüstung (lorica), die sich bis zur Brust der Pferde (pectora equorum) erstreckt und bis zu ihren Vorderbeinen herabhängt, um sie vor Verletzungen zu schützen, ohne aber ihren Trab zu beeinträchtigen.“

Auch der Soldat und Chronist Arrian (* 85–90; † nach 145/146) beschreibt die Kataphrakten seiner Zeit:

„Was die Ausrüstung der Kavallerie angeht, ist sie entweder gepanzert oder auch nicht und bei der gepanzerten Kavallerie sind die Pferde und Reiter bedeckt, die Männer mit Rüstungen aus Schuppen oder aus Leinen oder Leder mit Oberschenkelschutz, die Pferde sowohl mit Seiten- und Kopfschutz.“

Trotz der großen Vorbehalte einiger Forscher kann heute die Verwendung von Pferdepanzerungen bei den frühen Sarmaten und römischen Kataphrakten nicht mehr geleugnet werden. Abgesehen von Hinweisen in späteren Quellen, dass die Sarmaten Pferderüstungen benutzten, werden die Pferde der auf der Trajanssäule gezeigten Kataphrakten – ganz klar erkennbar – durch Schuppenpanzer geschützt. Einige der Fundstücke aus sarmatischen Grabhügeln sind im Wesentlichen mit den Rüstungen der Roxolanenkataphrakte auf den Säulenreliefs identisch. Die Grabfunde sind manchmal nur schwer zu interpretieren, aber die Reste von Ketten- und Schuppenpanzern, obwohl stark fragmentiert und korrodiert, wurden in Grabhügeln des Kalinowsky-Gräberfeldes gefunden. Wenn einige sarmatische und frührömische Pferdepanzer auch mit Lederschuppen versehen waren, was wahrscheinlich ist, würde dies auch den Mangel an solchen Funden erklären. Außerdem waren Pferderüstungen offensichtlich nicht sehr weit verbreitet; alle bekannten Grabsteine römischer Kataphrakten zeigen sie auf einem ungepanzerten Pferd. Metallene Augenschützer aus Bronze sind jedoch bei den Pferden sowohl auf der Trajanssäule als auch auf dem Chiusi-Fries deutlich sichtbar und werden auch durch zahlreiche archäologische Funde bestätigt. Die Verwendung von Kettengeflecht für Pferderüstungen und für deren Reiter wird bei Valerius Flaccus bestätigt, der die Rüstungen und Pferdepanzerung der sarmatischen Reiter aus „Catenae“ bestehend beschreibt. Catena bedeutet „Kette“, also kann sich dies auch nur auf Kettenpanzerung beziehen:

„… cum saeuior ecce iuuentus Sarmaticae coiere manus fremitus que uiorum semiferi; riget his molli lorica catena id quoque tegmen equis (…bedeckte auch das Pferd…)“

Der deutsche Historiker und Experimentalarchäologe Marcus Junkelmann stimmt grundsätzlich zu, dass in der römischen Antike solche Pferdepanzer verwendet wurden, gibt jedoch auch zu bedenken, dass die (damals noch dazu viel kleineren) Pferde wohl sicher keine überschweren Panzer akzeptierten. Außerdem wurden sie, wie schon oben erwähnt, nicht von allen Panzerreitern verwendet, sondern wohl nur von einigen der „überschweren“ Clibanariereinheiten.
Der Körperschutz für Pferde (Armatura) umfasste also den Kopf (Prometopia, Chamfron), Hals und den Rumpf. Die griechischen Begriffe für ihre verschiedenen Elemente werden u. a. auch im 2. Jahrhundert von Iulius Pollux in seinem Onomastikon aufgezählt.

### Nachteile einer Pferdepanzerung
Ein derart geschütztes Pferd war natürlich weit weniger durch Waffeneinwirkungen, vor allem den im Osten häufigen Pfeilbeschuss, verletzlich als ein ungepanzertes. Der Nachteil lag aber in der großen Behinderung der Beweglichkeit des Tieres. Diese war weniger mechanischer Art, da die Panzerung elastisch der Laufbewegung nachgab. Unangenehmer war hier schon das Gewicht, das zu dem des vollarmierten Reiters noch hinzukam. Legt man alle Abmessungen und Materialien des bronzenen Pferdeschuppenpanzers aus Dura zusammen und ergänzt fehlende Teile für Brust und Hals, kommt man auf ein Gesamtgewicht von immerhin 40 kg, zusammen mit der metallenen Rossstirn sogar auf 45 kg. Das Schlimmste für das Tier war aber zweifellos der Mangel an Frischluft- und Wasserzufuhr. Bedenkt man zudem, dass Kataphrakten vorwiegend im Orient eingesetzt wurden, müssen ihre Pferde bald nach dem Antrab heftig zu schwitzen begonnen haben. Ein hoher Feuchtigkeitsverlust ist, wenn er nicht sofort kompensiert wird, für ein erschöpftes Pferd jedoch sehr gefährlich.
Der große Nachteil der Kataphraktenreiterei bestand im logistischen Aufwand, d. h. darin, Rösser und Reiter überhaupt erst einmal an den Einsatzort zu bringen. Die Perser züchteten deswegen auch besonders kräftige Kampfpferde. Wie ein Ritter im Mittelalter brauchte sein antiker Kollege also sicher mehrere Pferde, um überhaupt kämpfen zu können:
- ein Reitpferd,
- mindestens ein Packpferd (oder Maultier) und
- zwei oder mehr Kampfpferde.

Solche günstigen Bedingungen waren bei weitem nicht immer vor Ort vorhanden, das dürfte auch zum Teil erklären, weshalb die Leistungen der römischen Kataphrakten (und wohl auch die anderer Völker) häufig hinter den in sie gestellten Erwartungen zurückblieben.

### Die Funde aus Dura Europos

Antikes Ritzgraffito eines Panzerreiters aus Dura Europos, Turm 17, siehe auch IB Rekonstruktionsvorschlag. Der Gürtelpanzer aus Eisenplatten, wie im Osten üblich kombiniert mit Schuppen oder Kettengeflecht schützt einen Clibanarius des 3. Jhdt. n. Chr. der vielleicht in der römischen Armee diente. Diese Art von Panzerungen passte sich gut den Körperformen an und ermöglichte dem Träger gleichzeitig eine beträchtliche Bewegungsfreiheit

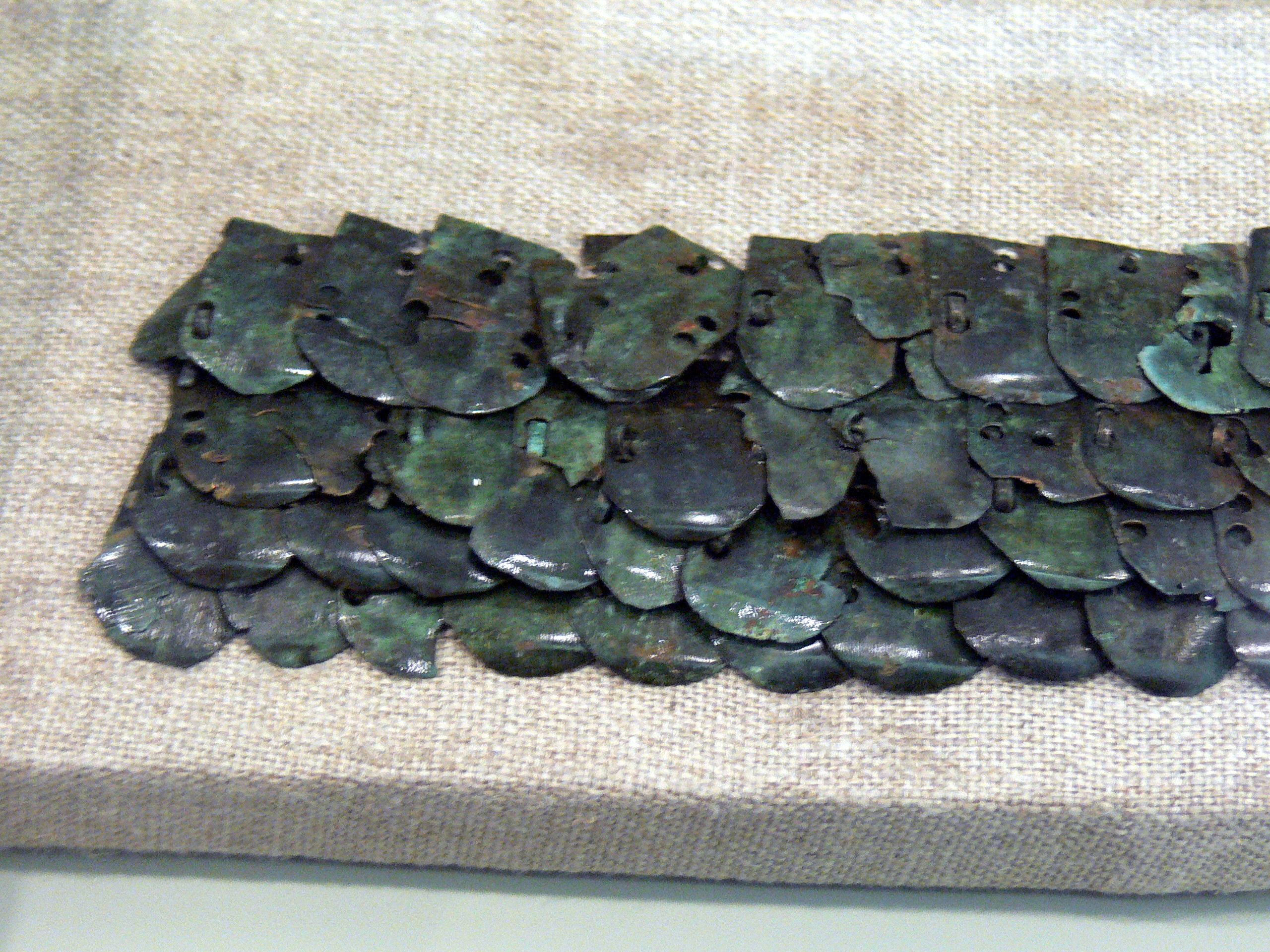
Eisenschuppen eines römischen Panzers aus Enns (Schlossmuseum Linz)

Die bedeutendsten archäologischen Belege für gepanzerte Pferdedecken des 3. Jahrhunderts stammen aus der kleinasiatischen Festungsstadt Dura Europos. Sie umfassen zwei komplette und einige fragmentarische Exemplare, die alle in der Ruine des Turms 19 (vermutlich aus den Jahren um 256 stammend) geborgen wurden. Sie lassen daher annehmen, dass die römische Garnison auch eine Einheit schwer gepanzerter Kataphrakten der Hilfstruppenkavallerie in ihren Reihen gehabt haben könnte, soferne sie keine Beutestücke waren. Da die Panzerung unterhalb der Sattelaussparung sonst ohne Unterbrechung durchläuft, kann der Reiter mit seinen Schenkeln nur schwach spürbar auf die Flanken des Pferdes gedrückt haben. Ziemlich sicher wurden diese Decken noch durch einen gepanzerten Hals- und Kopfschutz ergänzt. Die Panzerdecken waren für mittelgroße und sehr kräftig gebaute Pferde bestimmt. Viele der einschlägigen Wissenschaftler identifizieren die örtlichen Abbildungen von schweren Kavalleristen auf gepanzerten Pferden entweder als Parther (die vorübergehend die Festung besetzt hatten) oder auch als Sassaniden. Dabei muss jedoch auch der Umstand berücksichtigt werden, dass die oft bei den grenznahen Völkern rekrutierten Cunei und Numeri der Hilfstruppen mit ihrer traditionellen Ausrüstung kämpften und dass den römischen Verteidigern von Dura im 3. Jahrhundert – nachweislich – auch eine Kohorte Palmyrener (Cohors XX Palmyrenorum) angehörte. Für das oströmische Heer ist weiters bekannt, dass ihre Angehörigen in der Mehrzahl iranische Kleidung und Ausrüstung trugen, die typisch für die arabisch-hellenischen Kämpfer in dieser Region Kleinasiens waren.
Auf den weltweit bekannt gewordenen Dura-Graffiti sind berittene Bogenschützen auf gepanzerten Pferden zu sehen, die Spangenhelme persischer Machart tragen. Das Graffito eines mutmaßlichen Clibanarius (siehe Abbildung) zeigt weiters, dass sein Pferd mit einer Art Schuppenpanzer bedeckt ist, ähnlich denen, die in den römischen Schichten von Turm 19 ausgegraben wurden. Auf einer kleinen Phalerae ist zudem der Brustriemen (Antilena) eines Pferdes dargestellt, genau so, wie auch auf parthischen Reliefs jener Zeit.

#### Bronzeschuppendecke
Diese fast vollständig erhaltene Pferdedecke bildet ausgebreitet ein fast perfektes Rechteck, 1,22 m lang und 1,69 m breit. Ihre Bronzeschuppen wurden auf zwei Stoffbahnen befestigt, die oben durch einen zentralen Lederstreifen miteinander verbunden sind, das Schwanzstück läuft in einem Dreieck aus. Die beiden Stoffbahnen bestehen aus einer doppelten Lage grob gewebten Leinens. Die Bronzeschuppen sind durchschnittlich 35 mm lang, haben nach unten abgerundete Ecken und sind jeweils mit acht Löchern durchbohrt – zwei auf jeder Seite und vier, angeordnet in einem Quadrat, auf der Oberseite. Sie sind jeweils durch die seitlichen Löcher mit einem Kupferdraht verbunden und überlappen sich seitlich. Zusätzlich sind sie mit einem Kreuzstich durch die oberen Löcher an die Unterlage genäht, um sich auch vertikal zu überlappen. In die Schuppen der obersten Reihe an jedem der Seitenteile wurde ein größeres, zusätzliches Loch gebohrt, dort sind sie mit Rohlederriemen an den doppellagigen Mittelstreifen aus rotem Leder befestigt. Dieser Mittelstreifen ist vor dem Sattelloch noch 22 cm, dahinter nur mehr 14 cm breit. Die rot gefärbten Lederunterkanten der Seitenteile sind 85 mm breit; das Sattelloch ist ebenfalls mit weichem roten Leder eingefasst, der Streifen wurde einmal umgeschlagen und dann sorgfältig mit dem Stoff vernäht. Die Seitenhalterung der Panzerdecke wird durch eine Lederschlaufe in der Mitte und an den Ecken durch eine Fortsetzung der Rohlederspitze, die an jeder hinteren Kante der Hauptbahnen verläuft, gewährleistet. Sie trägt insgesamt elf Reihen miteinander verbundener Schuppen, alle noch zusätzlich mit rotem Leder eingefasst. Rote Lederschnüre durchziehen die Seitenteile im Bereich der vorderen und hinteren Ecken, von denen eine 33 cm lang ist. Zwei Schnürsenkel aus Rohleder, die zusammengeflochten und durch einen kleinen Kupferring gefädelt sind, führen durch den Mittelstreifen direkt hinter das Sattelloch. Zwei weitere dieser Schlaufen, die zu beiden Seiten durch die Schuppen gefädelt wurden, hingen wahrscheinlich über die hinteren Knaufe eines – für das 3. Jahrhundert typischen – romano-keltischen Vierhorn-Sattels. Etwa 22 cm vom hinteren Ende des Mittelstreifens entfernt befindet sich eine weitere Schlaufe aus Rohleder, deren Enden zuerst durch einen runden Holzknopf und dann durch einen quer verlaufenden Rohlederstreifen von ursprünglich 70 cm Länge gefädelt wurde.
Die zeitgleich geborgenen Beifunde waren wohl Fragmente des Pferdenackenschutzes, wie ihn James beschreibt. Dazu gehörten die Reste von roten Ledereinfassungen und einige Bronzeschuppen von durchschnittlich 36 mm Größe. Die Schuppen waren seitlich mit durchgehenden Lochpaaren versehen und in vorgefertigten horizontalen Reihen, die vertikal überlappt und seitlich um etwa ein Drittel ihrer Breite versetzt, auf den Trägerstoff aufgenäht worden waren.

#### Eisenschuppendecke
Diese Pferdedecke unterscheidet sich in ihrer Machart dadurch, dass ihre Trägerbahn aus nur einem Stück gefertigt und mit einem mittigen roten Lederstreifen verstärkt ist. Von ihm ausgehend wurden die sich überlappenden Eisenschuppenreihen beidseitig angeordnet. Sie misst ausgebreitet 1,48 m in der Länge und 1,1 m in der Breite. Ein hervorstechendes Merkmal sind die zwei geschwungenen, 16 cm messenden Verlängerungen an den beiden vorderen Ecken. Sie wurden zum Schutz der Pferdebrust an ihren Enden zusammengebunden. Der Trägerstoff besteht aus einer einzigen Bahn grob gewebten Sackleinens. Dieser wurde mit rotem Leder eingefasst; danach wurden darauf die Eisenschuppen mit ungegerbten Lederschnüren befestigt. Erstere sind ebenfalls an den unteren Ecken abgerundet, durchschnittlich 6 cm lang, 4,5 cm breit und 4 mm dick. Auch sie verfügen wieder über insgesamt acht Befestigungslöcher, sind mit Kupferdrähten seitlich verbunden und mittels vier Löchern an der Oberseite auf den Trägerstoff aufgenäht.
Die in insgesamt 19 Reihen angeordneten Eisenschuppen sind mit rotem Leder eingefasst. Der Mittelstreifen ist 15 cm breit, aus dickem, ungegerbten roten Leder und an der obersten Schuppenreihe, beidseitig, mit Lederschnüren am Trägerstoff befestigt. An jedem Ende und um das Sattelloch herum verläuft eine, einmal umgeschlagene, Einfassung aus weichem roten Leder. Das dreieckige Schwanzstück – mit 21,5 cm etwas kürzer als bei der Bronzeschuppendecke – ist grob gearbeitet, mit vier ungleichmäßig überlappenden Schuppenreihen, die mit Rohlederschnüren auf einen Träger aus ungegerbtem Leder befestigt sind.

#### Sonstige
Ein drittes Fragment einer mutmaßlichen Panzerdecke bestand aus 2000 kupfernen Schuppen auf Leinen mit Lederumrandung; Alle Riemen sind aus rotem Leder und die Schuppenreihen überlappen sich in beide Richtungen. Die meisten von ihnen sind 2,5 bis 4 cm lang; alle haben an beiden Seiten zwei Löcher, aber nur wenige oben noch ein Vierloch-Quadrat zur zusätzlichen Befestigung. Die meisten haben stattdessen nur ein einziges großes Loch. Die oberen Ecken sind manchmal abgeschnitten, um das Scheuern der Lederriemen zu reduzieren und die Schuppen sind an der Unterseite leicht gewölbt. Andere, kleinere Schuppen aus einer Art Kupferlegierung bildeten den Halsschutz. Sie sind 3 cm lang und 1,5 cm breit. Die unteren Ecken sind abgeschrägt und mit sechs Löchern durchbohrt – zwei seitlich und zwei oben. Es gab auch zwei große Fragmente einer oberen Deckenkante inklusive Schuppen, Trägerstoff und roter Ledereinfassung, die mit Lederriemen verschnürt waren.

### Fundumstände
Ob es sich bei diesen Funden tatsächlich um römische oder nicht doch um persische Ausrüstungsteile handelt, wird vonseiten Ortolf Harls bestritten. Turm 19, wurde während der Belagerung der Stadt durch die Sassaniden unterminiert und so teilweise zum Einsturz gebracht, wobei auch das Dach und die Zwischendecken zerstört wurden. Die gegenständlichen Pferdepanzer wurden mit einem Sammelsurium anderer Schutz- und Angriffswaffen (Teile von anderen Pferdepanzern, drei gefiederte Pfeilschäfte, einige Geschossspitzen, ein bemalter Schild etc.) aufgefunden.
Turm 19 deswegen gleich zur Waffenkammer einer Kataphrakteneinheit zu erklären ist allerdings – nach Ansicht Ortolf Harls – aufgrund der Befunde höchst problematisch, da er außerhalb des Geländes des Hilfstruppenlagers lag und auch die ihn umgebenden Häuser keiner militärischen Funktion zuzuordnen waren. Hinzu kommt, dass die Fundstücke auffallend heterogen sind und bei jedem von ihnen ein wichtiger Bestandteil fehlt. Nach Ansicht der Ausgräber waren die Teile beschädigt worden und warteten dort auf ihre Reparatur. Der Turm war während der Belagerung offensichtlich heiß umkämpft und es ist daher nicht unwahrscheinlich, dass die Ausrüstung im Zuge dieser Kampfhandlungen beschädigt wurde. Dadurch wäre auch das Vorhandensein der drei Panzerdecken im Turm erklärbar.
Nach Ansicht Harls verwendeten die Römer überhaupt keine Pferdepanzer, da auf den bislang bekannt gewordenen bildlichen Darstellungen (Grabsteine) römischer Kataphrakten keinerlei Hinweise darauf zu erkennen seien. Es scheint, dass sie in Wirklichkeit Beutestücke waren und die Verteidiger sich mit ihnen auf der Turmkrone nur gegen die Geschosse der Angreifer geschützt haben. Als der Turm wegen der akuten Einsturzgefahr – wohl in letzter Minute – geräumt wurde, nahm die Besatzung sicher nur brauchbares Material mit und ließ die „Reparaturstücke“ zurück.

## Fabricae

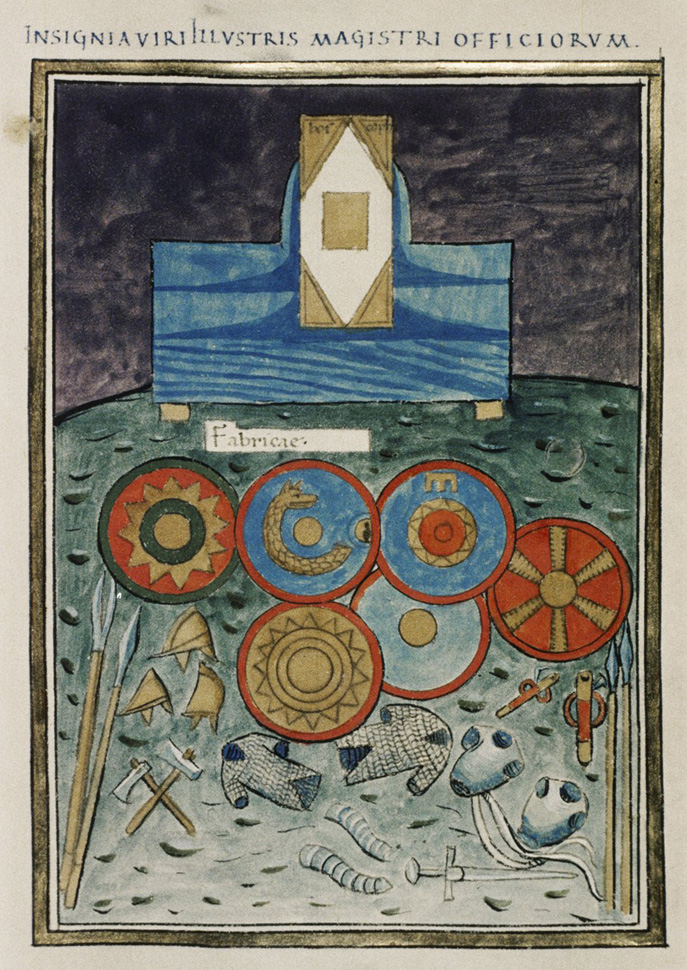
Notitia Dignitatum: Insignien des Magister officiorum (Westreich) mit Darstellung von Ausrüstungsgegenständen (Clibanaria)

Die staatlich organisierte römische Rüstungsproduktion entstand in der Zeit der Tetrarchie, während der Herrschaft Kaiser Diokletians (284–305). In dieser Zeit nahm die Zahl der dafür erforderlichen Werkstätten (lateinisch Fabricae) sprunghaft zu. Die gesamte Produktion wurde in einem Zentralisierungsschema erfasst, das mit der administrativen Neuorganisation der Provinzen einherging. Der kontinuierliche Nachschub der Armee mit Waffen aller Art konnte so ohne größere Probleme bewältigt werden. Möglich wurde dies auch durch die Spezialisierung der einzelnen Fabricae. Im Falle der Panzerreiter handelte es sich sog. Clibanaria, Werkstätten, die nur für Herstellung der Ausrüstung für die schwere Kavallerie verantwortlich waren. Drei von vier dieser Produktionsstätten standen laut der Notitia Dignitatum im Osten des Reiches, wo auch ein Großteil der Panzerreiter stationiert war. Dies waren:
- Antiochia,[116]
- Caesarea in Kappadokien[117] und
- Nicomedia.[118]

Im Westen existierte in Augostodunum (Autun) eine Produktionsstätte für Ballistaria und Clibanaria.

### Schriftquellen
Auch die Beschreibungen von Kataphrakten durch spätantike Autoren lassen keinen Zweifel an der Verwendung von Pferderüstungen (Vestitus equis) aufkommen, zumindest bei den Clibanariern. Nazarius erwähnt in seinem Panegyrus an Konstantin I. den Anmarsch der Armee des Maxentius während der Schlacht von Turin:

„Was für ein Spektakel ist das gewesen, wie schrecklich waren sie anzusehen, Pferde und Menschen gleichermaßen in einer eisernen Hülle (operimento ferri).“

In einer Passage von Claudianus, die eine Parade der Armee in Konstantinopel zum Thema hat, beschreibt er gepanzerte Pferde der Cataphractarii:

„Ihre Köpfe sind in bedrohliches Eisen gehüllt … es schützt sie vor Wunden (…ferrata fronte […] armos).“

Derselbe Autor nennt auch die kaiserlichen Garde-Kataphrakte des Honorius:

„… latentes in aere cornipedes (mit Bronze bekleidet) und metallo nascentes equos … (Rösser aus Metall).“

Die Verwendung einer Kupferlegierung für Pferderüstungen sind zudem durch die Funde in Dura Europos belegt.
Den größten Impuls erhielt die Pferderüstung unter Constantius II. (337–361), nach Libanios:

„… dennoch, dieser Herrscher, der so reich an Ressourcen ist, der Besitzer unzähliger und prächtiger Städte, der diese gewaltigen Tribute erhielt, der so viel Gold aus seinen Minen zog, der die Körper seiner Kavallerie mit mehr Stahl verkleidete als die Perser selbst, die ihre Pferde selbst durch Rüstungen vor Wunden schützten …“

Wo Pferderüstungen verwendet wurden, bot sie wohl nur selten einen vollständigen Schutz, ansonsten (vielleicht häufiger als gedacht) wurden nur die absolut lebenswichtigen Bereiche schützte. Einschlägige Wissenschaftler wie Ortof Harl und Marcus Junkelmann weisen darauf hin, dass eine solche Panzerung kein allzu großes Gewicht haben durfte. Auch spätantike Grabsteine und andere Darstellungen von Cataphractarii zeigen immer ungepanzerte Pferde, wie z. B. die von Angehörigen der Equites cataphractarii Pictavenses und Ambiaenses. Vegetius nennt die Karaphrakte „Equites loricati“, erwähnt aber keine Pferderüstungen. Vielleicht verwenden die Kataphrakteneinheiten, die in der Notitia aufgeführt sind, im Unterschied zu Clibanarii, normalerweise auch keine derartigen Rüstungen. Dies entspräche auch den Darstellungen (aus dem 4. Jahrhundert n. Chr.) in den Katakomben der Via Latina oder in anderen biblischen Szenen und auch der begrenzten Anzahl gepanzerter Pferde, die in der Ikonografie des 4. und 5. Jahrhunderts vertreten sind.
Der Schutz für die Pferde muss auch nicht unbedingt fast vollständig aus Metall gewesen sein. Fragmente von ledernen Pferdechamfrons und mit Nägeln beschlagenen Brustpanzern wurden in Vindolanda, Newstead und Valkenburg in den Grabungsschichten des 1. Jahrhunderts gefunden. Ein Mosaik aus konstantinischer Zeit in Cirta (Algerien) zeigt Reiter die einen Thoracomacus tragen und auf Pferden reiten, die anscheinend nur teilweise mit Metallpanzerung geschützt sind; die meisten trugen wohl nur Decken aus Leder, Filz oder wurden mit anderen gesteppten Materialien dargestellt. Für die Forschung nicht weniger wichtig sind die erhaltenen Relieffragmente und die Abzeichnungen der heute – größtenteils zerstörten – Arkadiussäule in Istanbul. Den meisten Pferden der schweren Kavalleristen, hochrangiger Offiziere und der Imperatoren selbst wurden wohl nur mit – aber ziemlich sicher sehr reich dekorierten – Stoffdecken übergeworfen.

## Panzerreiter im byzantinischen Reich

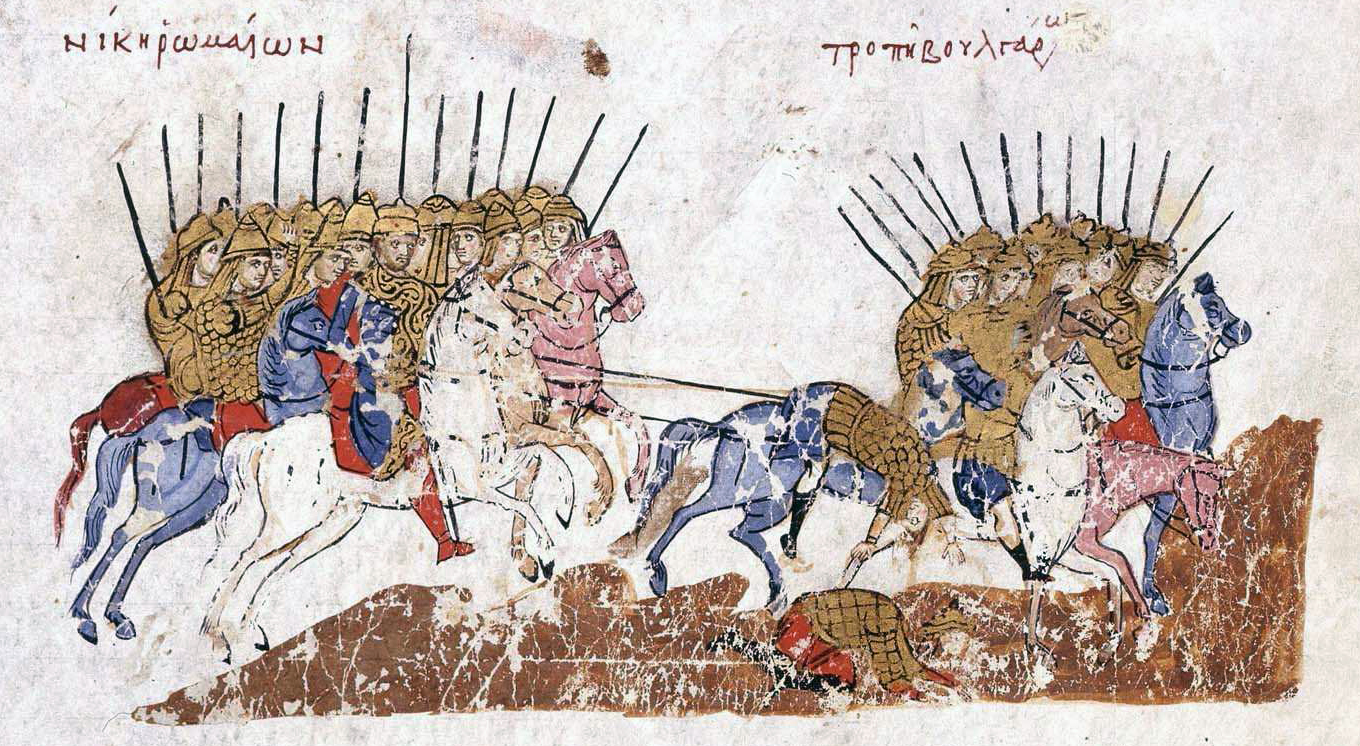
Chronik des Johannes Skylitzes, Codex Graecus Matritensis, byzantinische Kataphrakten greifen die Bulgaren an (Biblioteca Nacional de España, Madrid)

Kaiser Nikephoros II. Phokas (963–969) versuchte, die schwere Reiterei der Spätantike wieder zu beleben, indem er die Kataphraktoi auch bei den Tagmata-Regimentern einführte. Diese waren professionelle Soldaten, die in der Haupt- und Residenzstadt Konstantinopel stationiert waren. Nikephoros II. führte während seiner kurzen Regierungszeit viele Kriege und war damit in den östlichen Themen auch besonders erfolgreich, die ihm auch neue Rekrutierungsgebiete für Reiter erschlossen (sie wurden überwiegend in südöstlichem Europa, Kleinasien und im mittleren Osten ausgehoben), Byzanz war hierbei noch bis 1071 sehr aktiv.
In der Schlacht von Manzikert wurden aber möglicherweise die meisten Panzerreiter vernichtet oder zum guten Teil zerstreut und waren damit für das Reich verloren. Die Kosten für eine Neuaufstellung der gepanzerten Reiterei waren vermutlich nach dieser katastrophalen Niederlage zu groß, um von dem nun erheblich geschwächten Byzanz noch getragen werden zu können.
Kaiser Manuel I. Komnenos wird unter anderem die Einführung fränkischer Kavalleriekampfmethoden in der byzantinischen Armee zugeschrieben. Der höhere europäische Sattel wurde ebenfalls, zusammen mit anderen westlichen Kavallerieausrüstungsgegenständen eingeführt, überwog aber nicht vor dem 13. Jahrhundert.

### Ausrüstung
Der Kataphraktos trug zu seiner Verteidigung jeweils ein Schwert und einen Dolch. Das Standardschwert, das auch vom Rest der byzantinischen Kavallerie benutzt wurde, war das Spathion. Im Kampf wurden aber hauptsächlich Speere oder Lanzen eingesetzt.
Als Panzerung diente eine Kombination von Ketten-, Schuppen- oder Lamellenpanzerung, ergänzt durch einen kleinen, runden, mit Eisenbändern verstärkten Schild aus Holz, der an den Unterarm gegurtet wurde oder von der Taille herabhing. Um das Ganze besser abzurunden, trug man zusätzlich noch einen Unterarmschutz, Kettenhandschuhe und einen Eisenhelm mit Nackenschutz aus Kettengeflecht. Der Helm war für gewöhnlich dasselbe Modell, das auch bei der Infanterie verwendet wurde. Die Lanzenreiter trugen einen 24-Zoll-Rundschild, die Bogenschützen nur einen 12-Zoll-Rundschild.
Kopf und Brust der Pferde sowie die der Offiziere und Reiter in den vordersten Rängen wurden zusätzlich mit Stirnschilden und Eisenplatten gepanzert. Die Pferde waren aber ansonsten meistens ungepanzert. Im Sommer trug man eine Leinentunika, im Winter eine aus Wolle. Über der Tunika wurde ein Kettenhemd und darüber meist noch ein Brustpanzer aus Lamellen angelegt. Als Schutz vor Kälte und Nässe diente ein bräunlicher Fellmantel. Ab dem 5. bis zum 9. Jahrhundert gab es beim Pferdezaumzeug massive Änderungen, die meistens Vorbildern aus Zentralasien folgten. Sie brachten vor allem neue Sättel, Hufeisen und das wichtigste, den Steigbügel mit sich.

### Taktik
Die vorderen vier Reihen verwendeten eine Kombinationsbewaffnung aus Pfeil und Bogen zusammen mit Schwertern und Lanzen, andere, leichter ausgerüstete Reiter, trugen einen Kompositbogen. In einer Einheit von 300 Lanzenträgern konnte es bis zu 80 berittene Bogenschützen geben. Sie waren die Elite der byzantinischen Armee und ihre Aufgabe war es, durch die feindliche schwere Kavallerie oder Infanterie zu brechen, sie entweder massiv zu stören, oder ihre Schlachtordnungen aufzubrechen. Zusätzlich sollten die zu Fall gekommenen Reiter- und Fußsoldaten weitgehend ausgeschaltet werden. Die Kataphraktoi der Milizverbände wurden durch Einheiten ähnlich bewaffneter regulärer Truppen und der schwer gepanzerten, aus Germanensöldnern bestehenden Schlachtkavallerie der Palastarmee des Kaisers unterstützt. Zusätzlich wurden Wehrbauern, die im Gebrauch des durchschlagskräftigen hunnischen Reflexbogens ausgebildet waren, eingesetzt.

## Armenien
Auch im Reich von Hayasdan (Armenien) gab es Kataphrakten. Hier gehörten sie meist dem Adel an, entweder den Nahrharar- oder den weniger mächtigen Azat-Familien. Sie besaßen hohen gesellschaftlichen und politischen Einfluss und wurden bis ins Mittelalter eingesetzt; die Byzantiner, Sassaniden und Türken warben sie häufig als Söldner für ihre Eliteeinheiten an.

## Zeittafel
- 31 v. Chr.: In die Armee des Marcus Antonius werden Panzerreiter aus den Armeen von Kleopatra VII. und anderen östlichen Alliierten eingereiht.
- 69 n. Chr.: Der Chronist Josephus erwähnt orientalische, mit Lanzen bewaffnete Panzerreiter, die von Titus gegen jüdische Rebellen eingesetzt werden.
- 110 n. Chr.: Trajan stellt die erste reguläre Kataphrakteneinheit der römischen Armee auf.
- 115–120 n. Chr.: Aufstellung der Ala I Gallorum et Pannoniorum catafracta.
- 175 n.Chr: Das Steppenvolk der Jazygen schließt mit Rom Frieden und stellt 8000 Panzerreiter als Geiseln. 5500 von ihnen werden nach Britannien verlegt.
- 227–235 n. Chr.: Einsatz von östlichen Panzerreitern an der Rheingrenze (unter Severus Alexander und Maximinus Thrax).
- 234–235 n. Chr.: Aufstellung der Ala nova firma catafractaria.
- 235 n. Chr.: Panzerreiter (Bogenschützen) aus der Osrhoene versuchen, Kaiser Maximinus Thrax abzusetzen und rufen den früheren Konsul Quartinus zum Imperator aus. Er wird nur wenig später vom ehemaligen Kommandeur dieser Einheiten getötet.
- 312 n. Chr.: Bei Turin schlagen die Truppen Konstantins I. Maxentius’ Elitereiterei, die Vexillatio cataphractorium.[121]
- 337–361 n. Chr.: Während der Herrschaft von Constantius II. werden die Kataphrakten- und Clibanariieinheiten in ihrem Status erhöht und verstärkt.
- 380–420 n. Chr.: Im Staatsalmanach Notitia Dignitatum scheinen zahlreiche Einheiten der Cataphractarii und Clibanarii auf.

### Antike Quellen
- Ammianus Marcellinus: Res Gestae. (Ammiani Marcellini rerum gestarum libri qui supersunt) / The History (The surviving Books of the history of Ammianus Marcellinus). Lateinischer Text mit paralleler englischer Übersetzung von John Carew Rolfe in drei Bänden. In: T. E. Page, E. Capps, W. H. D. Rouse (Hrsg.): The Loeb Classical Library. William Heinemann Ltd., London 1935.
- Flavius Arrianus: Arriani Nicomediensis Scripta Minora. In: Rudolfus Hercher, Alfredus Eberhard (Hrsg.): Bibliotheca Scriptorum Graecorum et Romanorum Teubneriana. B.G. Teubner, Leipzig 1885.
- Flavius Arrianus: Tactical Handbook and The Expedition against the Alans. Herausgegeben u. aus dem Griechischen übersetzt vom James G. DeVoto, Ares Publishers, Chicago 1993.
- Claudius Claudianus: Werke. Lateinischer Text mit paralleler englischer Übersetzung von Maurice Platnauer in zwei Bänden. In: T. E. Page, E. Capps, W. H. D. Rouse (Hrsg.): The Loeb Classical Library. William Heinemann Ltd., London 1956
- Heliodorus von Emesa: The Aethiopica. Englische Übersetzung aus dem Alt-Griechischen. Athenian Society, Athen 1897.
- Cassius Dio: Römische Geschichte. (Dio’s Roman History). Griechischer Text mit paralleler englischer Übersetzung von Earnest Cary in 9 Bänden. The Loeb Classical Library. William Heinemann, London 1914–1927.
- Corpus inscriptionum latinarum (CIL). Consilio et auctoritate Academiae Litterarum Regiae Borussicae editum. 17 Bände in zahlreichen Teilbänden. de Gruyter (bis 1925: Reimer), Berlin 1862 ff.
- Curt Stavenhagen (Hrsg.): Herodianus: Ab excessu divi Marci. Libri octo. B.G. Teubner, Leipzig 1922.
- Herodian: Herodian of Antioch’s History of the Roman Empire. From the Death of Marcus Aurelius to the Accession of Gordian III. Englische Übersetzung aus dem Alt-Griechischen von Edward C. Echols. University of California Press, Berkeley/Los Angeles 1961. (Beschreibt den Zeitraum von 180 bis 238).
- Hieronymus: Contra Joannem Hierosolytitanum. Ad Pammachium Liber unus. In: Jacques-Paul Migne (Hrsg.): Patrologia Latina. Bd. XXIII, 1844-1865, S. 371–412.
- Hieronymus: La Biblia Vulgata Latina: traducida ein español, y anotada conforme al sentido de los santos padres y expositores católicos. Herausgegeben und übersetzt von Felipe Scio de San Miguel, Madrid 1807 (Lateinisch und Spanisch in parallelen Spalten)

- Georgius Cedrenus: Ioannis Scylitzae Ope ab Immanuele Bekkero suppletus et emendatus. Georgii Cedreni Historiarum Compendium Tomus Prior. In: Barthold Georg Niebuhr (Hrsg.): Corpus Scriptorum Historiae Byzantinae. Verlag E. Weber, Bonn 1938. (Parallele Griechisch-Lateinische Ausgabe)
- Michael L. Rodkinson (Hrsg. u. Übersetzer): The Babylonian Talmud. 10 Bände (engl.). New York 1896
- Midrash Rabbah to Song of Songs (Ex.R.) Edition M. Simon, Vol. IX, Bornemouth, London 1951.
- Die Mischna: Baba Batra (Letzte Pforte), Edition M. Krupp, Jerusalem 2006.
- Jalkut Schimoni, ed Thessaloniki, Jerusalem, Teil I, 1968; Teil II, 1973.
- Josephus: Bellum Judaicum (BJ), in the Works of Josephus, Edition W. Whiston, Peabody 1987.
- Iuliani Imperatoris in Constantini Laudem Oratio (Iul. Imp.), Edition G.H. Schäfer, Leipzig 1802 und 2011.
- Libanios: Libanii Opera. Edition R. Foster, Vol. I–IV, B.G. Teubner, Leipzig 1903–1908.
- Maurus Servius Honoratius, in Vergili carmina comentarii (Aen), Edition G. Thilo, H. Hagen, B.G. Teubner, Leipzig 1881.
- Ägyptische Urkunden aus dem Königlichen Museen zu Berlin; Griechische Urkunden, Band I, Nr. 1–361, Generalverwaltung, Berlin 1895.
- Otto Seeck: Notitia dignitatum. Accedunt notitia urbis Constantinopolitanae et laterculi provinciarum. Weidmann, Berlin 1876 (Digitalisat; unveränderter Nachdruck. Minerva, Frankfurt am Main 1962).
- Panegyrici Latini (Pan. Lat.) Edition C. Nixon, B. Rodgers, University of Berkeley, Los Angeles 1994.
- Panegyrici Latini XII, Edition E. Baehrens, B.G. Teubner, Leipzig 1874.
- Plutarchi Vitae paralellae, Edition Cl. Lindskog, K. Ziegler, Vol. I–IV, B.G. Teubner, Leipzig 1960–1968.
- Sidonius, Poems and Letters (Carm.), Edition W.B. Anderson, Vol. 1 und 2, Loeb Classical Library, London 1936 und 1973.
- Scriptores Historiae Augustae (SHA): Alexander Severus, Divus Claudius, Divus Aurelianus, Edition E. Hohl, Vol. I–II, B.G. Teubner, Leipzig 1955–1965.
- Statius, Thebaid, Achilleid, Übersetzung J.H. Mozley, Loeb Classical Library Cambridge und Harvard University Press, London 1928.
- Suidas, Suidae Lexikon, Edition A.I. Bekker, Berlin 1854.
- Tacitus, P. Corneli, Taciti Libri qui supersunt, Edition E. Koestermann, Vol. I–II, B.G. Teubner, Leipzig 1957–1969.
- Valerius Flaccus, Argonautica (Argon.), Übersetzung N.P. Milner, Liverpool University Press, 1993.
- Vegetius (Veg.), Epitoma Rei Militaris (Epit.), Übersetzung N.P. Milner, Liverpool University Press, 1993.
- Flavi Vegeti Renati Epitoma Rei Militaris, Edition C.Lang, Leipzig 1885.
- P. Vergilii Maronis, Opera omnia, Edition A. Forbiger, Vol. I–III, B.G. Teubner, Leipzig 1873–1875.